# Olszewka (powiat przasnyski)
Olszewka (kurp. Łolséwka) – wieś w Polsce położona w województwie mazowieckim, w powiecie przasnyskim, w gminie Jednorożec. Ma status sołectwa. Leży nad rzeką Orzyc w Puszczy Zielonej.

## Wiadomości ogólne

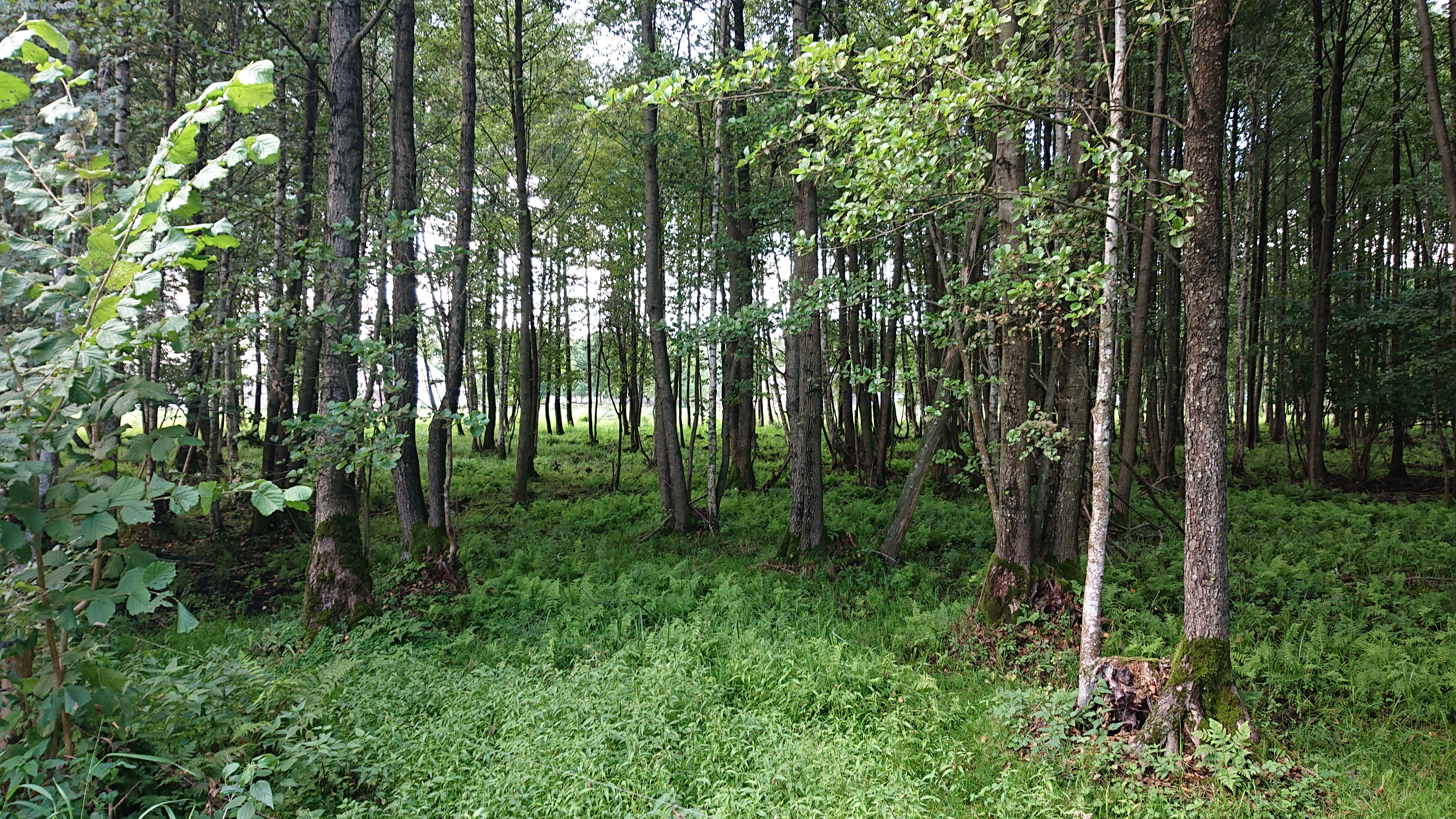
Ols w Olszewce

### Nazwa
Nazwa wsi pochodzi od olszyny, czyli drzewa z rodziny brzozowatych, lub olsu, formacji roślinnej, która rośnie na terenach wilgotnych, dobrze nawodnionych. Ols do dziś występuje w Olszewce.

### Zmiany administracyjne
Do 1795 Olszewka była wsią puszczańską w starostwie przasnyskim, ziemi ciechanowskiej i województwie mazowieckim. Z III rozbiorem trafiła do Prus Nowowschodnich (departament płocki, powiat przasnyski). Odtąd stanowiła dobra rządowe. Po powstaniu Księstwa Warszawskiego Olszewka była częścią departamentu płockiego i powiatu przasnyskiego. W Królestwie Polskim włączono ją do województwa płockiego, obwodu przasnyskiego i powiatu przasnyskiego. W 1837 województwa przemianowano na gubernie, w 1842 obwody na powiaty, a powiaty na okręgi sądowe. Od 1867 Olszewka znalazła się w gminie Jednorożec, powiecie przasnyskim i guberni płockiej. Od 1919 wieś należała do powiatu przasnyskiego w województwie warszawskim. W 1933 w obrębie gmin wprowadzono podział na gromady. Olszewka wraz z leśniczówką Zadziory, gajówką Stara Droga i stacją kolejową Olszewka tworzyły gromadę Olszewka. Z dniem 1 listopada 1939 do III Rzeszy wcielono północną część województwa warszawskiego, w tym powiat przasnyski i wieś Olszewkę jako część Rejencji Ciechanowskiej w prowincji Prusy Wschodnie. Gdy w 1944 przywrócono przedwojenną administrację, Olszewka należała do powiatu przasnyskiego i województwa warszawskiego. W 1954 zlikwidowano gminy i zastąpiono je gromadami. Olszewkę przypisano do gromady Olszewka. W latach 1962–1972 wieś należała do gromady Parciaki. Gromadę Olszewka zniesiono, bo nie uważano jej za przyszłościową. W 1973 przywrócono istnienie gminy Jednorożec, do której ponownie należała Olszewka. W latach 1975–1998 miejscowość administracyjnie należała do województwa ostrołęckiego. Od 1999 Olszewka znajduje się w gminie Jednorożec w powiecie przasnyskim i województwie mazowieckim.

### Części wsi
W użyciu są nazwy miejscowe określające części wsi, np. Biel, Brzeziny, Naodrzyc, Stara Wieś, Tabory, Zadziory.
| SIMC    | Nazwa     | Rodzaj  |
| ------- | --------- | ------- |
| 0510741 | Nowa Wieś | kolonia |
| 0510758 | Pólka     | kolonia |

## Historia

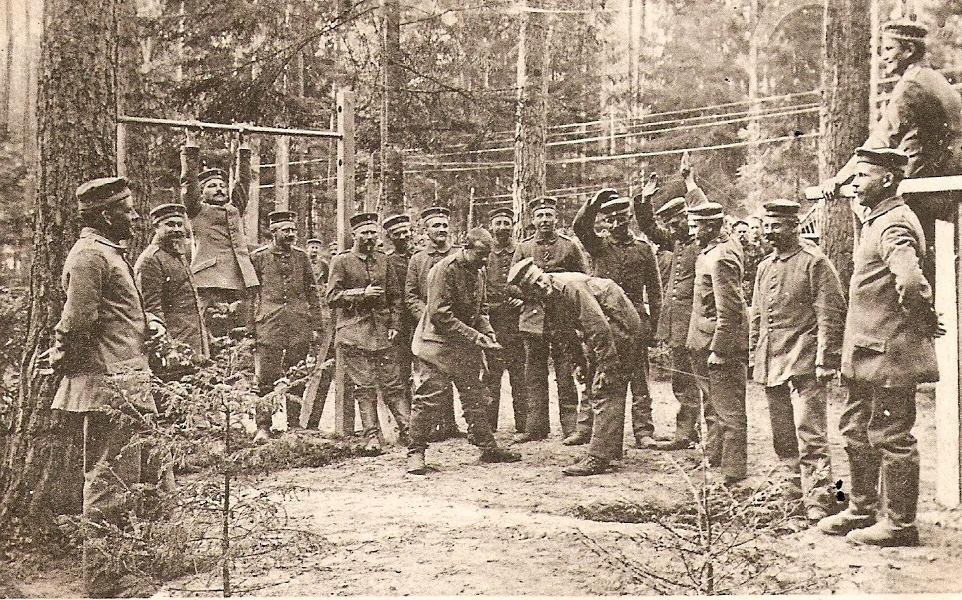
Żołnierze Landsturmu w okolicach Olszewki w czasie odpoczynku, 1915

Na terenie wsi odnaleziono ślady osadnictwa z epoki brązu, cmentarzysko z okresu wpływów rzymskich, ślady osadnictwa ze starożytności i średniowiecza oraz osady i ślady osadnictwa z XVI–XV wieku.

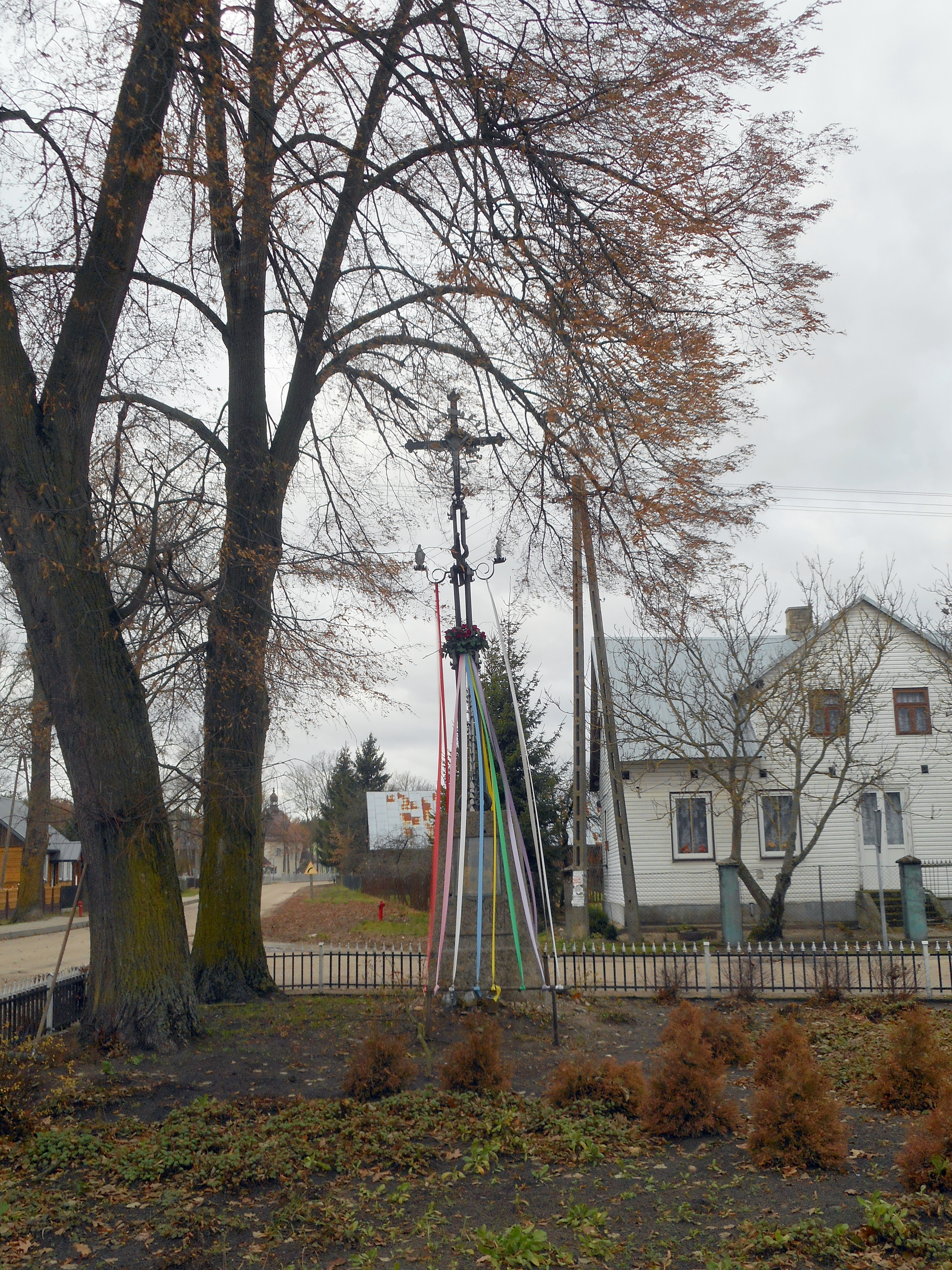
Krzyż z 1890 w centrum wsi

Olszewka powstała w II połowie XVII wieku. Lustracja dóbr królewskich z 1661 nie wymienia wsi, lustracja z 1764 już tak. W zachowanej księdze bartnej zachodniej Kurpiowszczyzny (1710–1760) podane są nazwiska wójtów miejscowości. Byli to (w nawiasie okres, w którym urzędowała osoba): Andrzej Pruszyk [Prusik] (1715), Stanisław Pogorzelski (1718, 1729), Szymon Pogorzelski (1732–1733), Franciszek Pogorzelski (1743), Piotr Pogorzelski (1744) i Jan Pruszyk (1756–1757). Powtarzalność nazwisk sugeruje, że funkcję przekazywano w obrębie rodzin. Księga bartna pozwala też ustalić dokładniejszą datację powstania wsi. W księgach metrykalnych parafii Chorzele Olszewkę notowano najwcześniej w 1697, natomiast w księdze bartnej Olszewka pojawia się wcześniej. Do dokumentów bartnych przepisano notatkę z księgi miejskiej chorzelskiej z 1693 dotyczącą Olszewki. Co więcej, notka podaje, że fundatorem wsi Olszewka był Marcin Grabowski.

Wieś zasiedlili zapewne chłopi uciekający przed pańszczyzną, może zubożali szlachcice. Niektórzy zajęli się bartnictwem i wraz ze społecznością Jednorożca i Parciak płacili daninę miodową w wysokości 40 rączek miodu. Dysponowali przywilejami bartnymi, a jednocześnie zajmowali się rolnictwem. W 1766 potwierdzenie przywilejów dla Jednorożca, Parciak i Olszewki oblatowano w aktach ziemskich przasnyskich. Delegatami, którzy zanieści przywileje do oblatowania, byli bartnicy Jan Prusik z Olszewki, Adam Berk z Parciak i Maciej Bakuła z Jednorożca. Oblatowano przywilej starosty przasnyskiego Zygmunta Niszczyckiego z 1616 oraz przywileje królewskie, które nadali Michał Korybut Wiśniowiecki w 1671, August II Sas w 1700, August III w 1748 i Stanisław August Poniatowski w 1766.

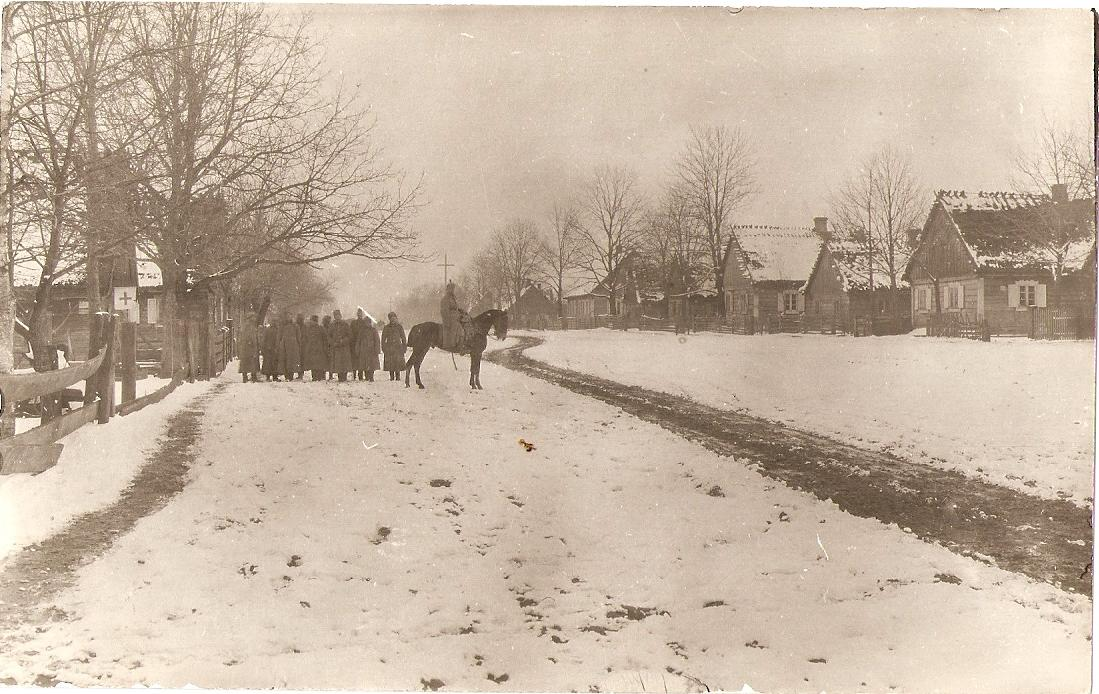
Wojska niemieckie w Olszewce, 1915

14 grudnia 1762 Angela Humięcka scedowała na Kazimierza Krasińskiego i jego żonę Eustachię z Potockich starostwo przasnyskie, wójtostwo przasnyskie i dzierżawę w Dobrzankowie. Starostwo obejmowało m.in. wieś Olszewkę. Wcześniej, przed zmarłym mężem Humięckiej, Stanisławem Antonim Krasińskim, starostwo od 1663 należało do Jana Błażeja Krasińskiego. W lustracji z 1789 zapisano, że w Olszewce mieszkało 47 gospodarzy osiadłych na półwłóczkach, ćwierciach i półćwierciach gruntu piaszczystego. Budynki były w dobrym stanie. Mieszkańcy odrabiali pańszczyznę w folwarkach w starostwie przasnyskim (w czasie żniw 141 dni pieszych i 21 podwód rocznie). Płacili czynsz, kwartę przeniesioną z innych dób i zagonowe. Ze wsi Olszewka, Parciaki, Żelazna, Poścień, Pruskołęka i Rachujka płacono łącznie arendę karczemną. Łącznie dochody starostwa przasnyskiego ze wsi Olszewka wynosiły 1305 złotych polskich i 19 groszy.

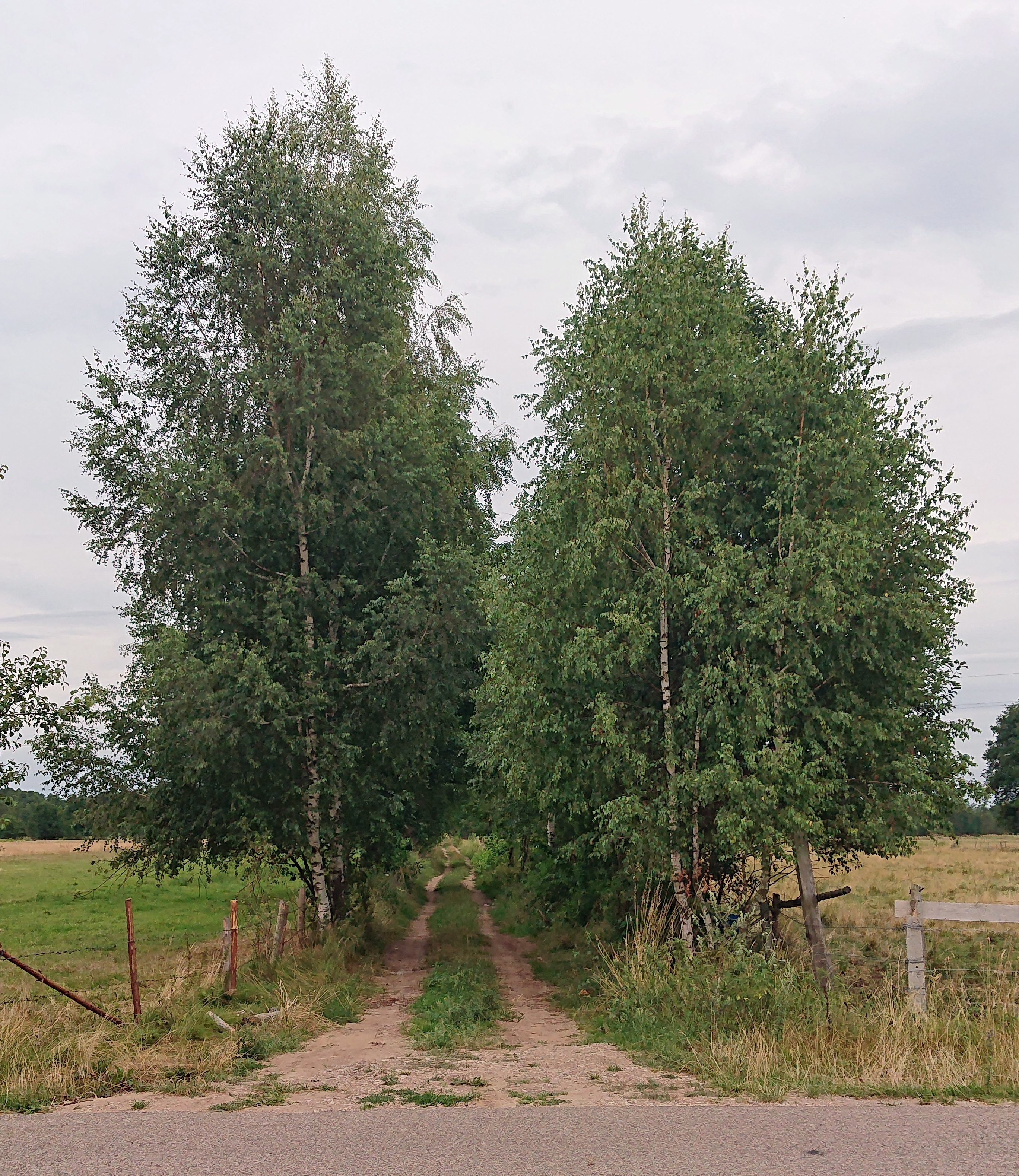
Polna droga w Olszewce

Pogłówne żydowskie z 1781 informuje, że karczmarzem w Olszewce był Szmul Morkowicz. Do dziś we wsi opowiada się, że w miejscu, gdzie stoi krzyż wystawiony w 1890, w centrum Olszewki, znajdowała się żydowska karczma. Została spalona przez kobiety, które musiały same pracować, podczas gdy wracający z pola mężczyźni upijali się w karczmie. Na miejsce wyszynku przywieziono wielki kamień i umocowano w nim krzyż. Żydzi z Olszewki podlegali pod kahał w Krasnosielcu.
W czasie III wojny północnej, w 1708, w pobliżu wsi maszerowały wojska Karola XII. W Olszewce kolumna królewska idąca od Chorzel złączyła się z resztą wojska maszerującą od strony Przasnysza. Na przełomie 1769 i 1770 w rejonie wsi Olszewka, Rachujka, Zaręby, Brodowe Łąki i Parciaki koncentrowała się partia Józefa Sawy-Calińskiego. 3 listopada 1771 konfederaci barscy stoczyli w Olszewce bitwę z wojskami rosyjskimi.
Wedle informacji z wizytacji parafii chorzelskiej (1781) Olszewka była trzecią co do wielkości wsią w parafii. Istniała tu jedna z 3 szkół w parafii Chorzele (pozostałe w Chorzelach i Jednorożcu). Wieś oddawała 10 złotych dziesięciny. Na przełomie roku 1799 i 1800 w Olszewce stało 58 domów.
W tym czasie wybuchł spór między mieszkańcami puszczańskich wsi starostwa przasnyskiego a pruskimi władzami. Starania mieszkańców m.in. Olszewki nic nie dały, Prusacy nie szanowali przywilejów bartnych i zmuszali Puszczan do udziału w rabunkowej gospodarce leśnej. W 1802 sołtysem wsi był Józef Pogorzelski.
W 1815 we wsi istniały 62 domy, które zamieszkiwały 333 osoby (164 mężczyzn i 169 kobiet). Olszewka była drugą najludniejszą wsią w ekonomii Przasnysz (po Jednorożcu). W 1816 w pobliżu wsi otwarto kopalnię bursztynu. Znajdowano go jeszcze co najmniej przez 100 lat.
W 1817 w szkole w Olszewce uczył Wawrzyniec Nawrocki. Mieściła się w domu prywatnym. Uczyły się tu dzieci z Olszewki, Łazu, Pościenia, Pruskołęki, Żelaznej i Parciak. W 1818 postawiono murowany budynek szkolny. Pod okiem nauczyciela Walentego Sakiewicza uczyło się tu ok. 20 dzieci. W 1823 informowano, że we wsi jest odpowiednie miejsce do założenia huty szklanej. W 1827 we wsi istniało 65 domów, w których mieszkały 384 osoby. Olszewkę nawiedzały pożary, np. 17 czerwca 1845 spłonęło 59 z 70 domów, tyle samo stodół i zabudowaniach gospodarczych.
Po 1864 przeprowadzono uwłaszczenie. W Słowniku geograficznym Królestwa Polskiego i innych krajów słowiańskich wydanym w 1886 czytamy, że wieś liczyła 80 domów, 573 mieszkańców, 2 273 mórg gruntu użytecznego i 643 morgi nieużytków. W 1889 w Olszewce mieszkało 4 Żydów. W XIX wieku w pobliżu wsi powstało leśnictwo Olszewka. Na przełomie XIX i XX wieku w Olszewce istniała jedna z 4 w gminie Jednorożec smolarni (zlokalizowana w kolonii Zadziory).

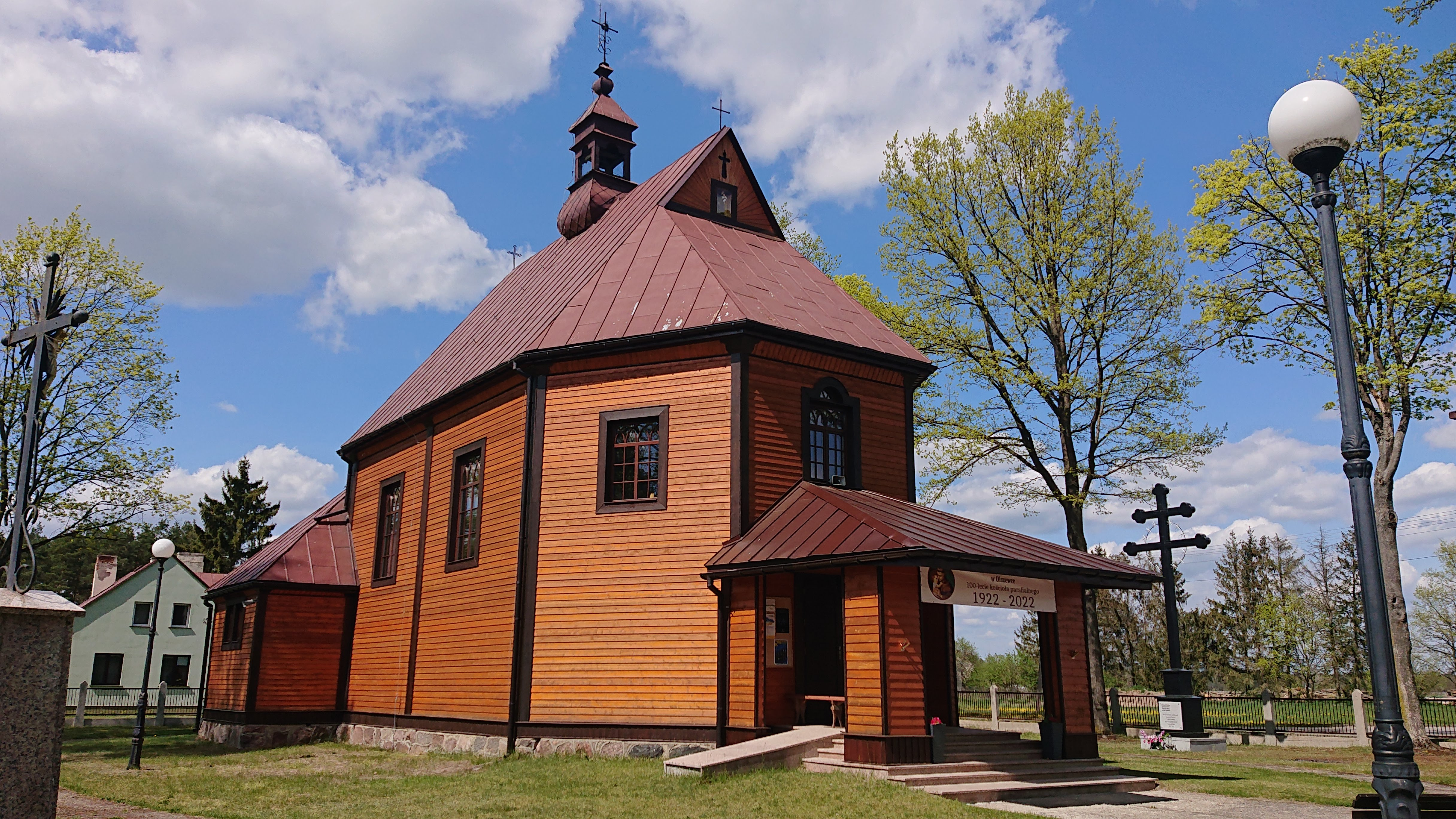
Kościół parafialny (stan na 2022)

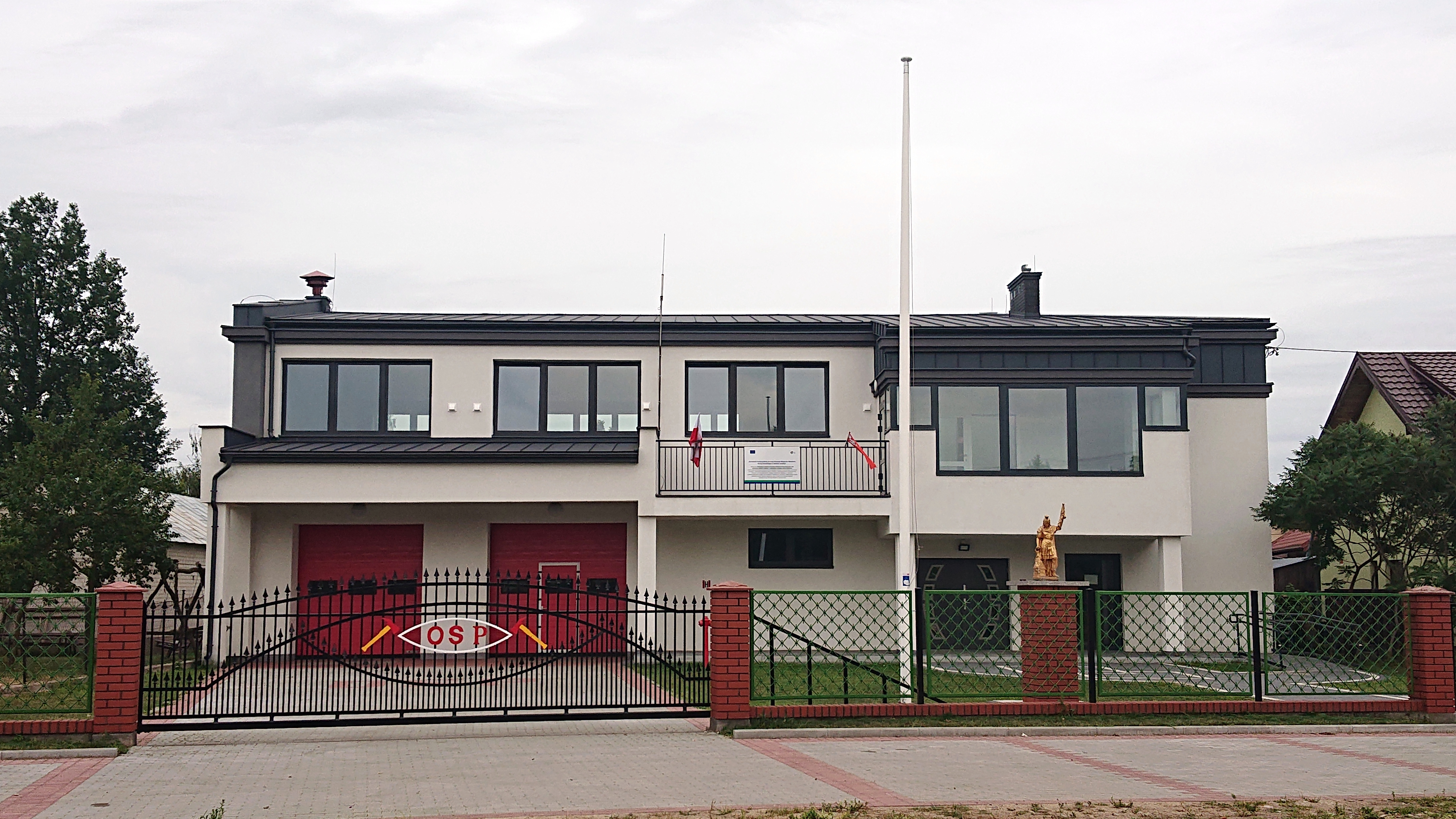
Remiza OSP Olszewka

Według mapy z 1914 we wsi było 81 domów. W czasie I wojny światowej w pobliżu wsi stał front wschodni. W 1915 w Olszewce stacjonowały wojska niemieckie. Żołnierze postawili tu pomnik Paula von Hindenburga. We wsi istniały co najmniej 3 cmentarze powstałe po przejściu frontu. W latach 30. XX wieku szczątki poległych zostały przeniesione na większe nekropolie, np. w Jednorożcu. W 1915 Niemcy zbudowali kolejkę wąskotorową, a następnie normalnotorową na trasie Ostrołęka–Chorzele. Jedną ze stacji wyznaczono w Olszewce. W latach 1917–1920 we wsi panowała epidemia hiszpanki.

Z powodu konfliktu z mieszkańcami Parciak na tle zakupu drewnianego kościoła z Czarni mieszkańcy Olszewki postanowili wystawić własną świątynię. Kościół Najświętszego Serca Jezusa konsekrowano w 1922. Od 1918 wieś należała do parafii Parciaki. Parafia w Olszewce powstała dopiero w 1980.

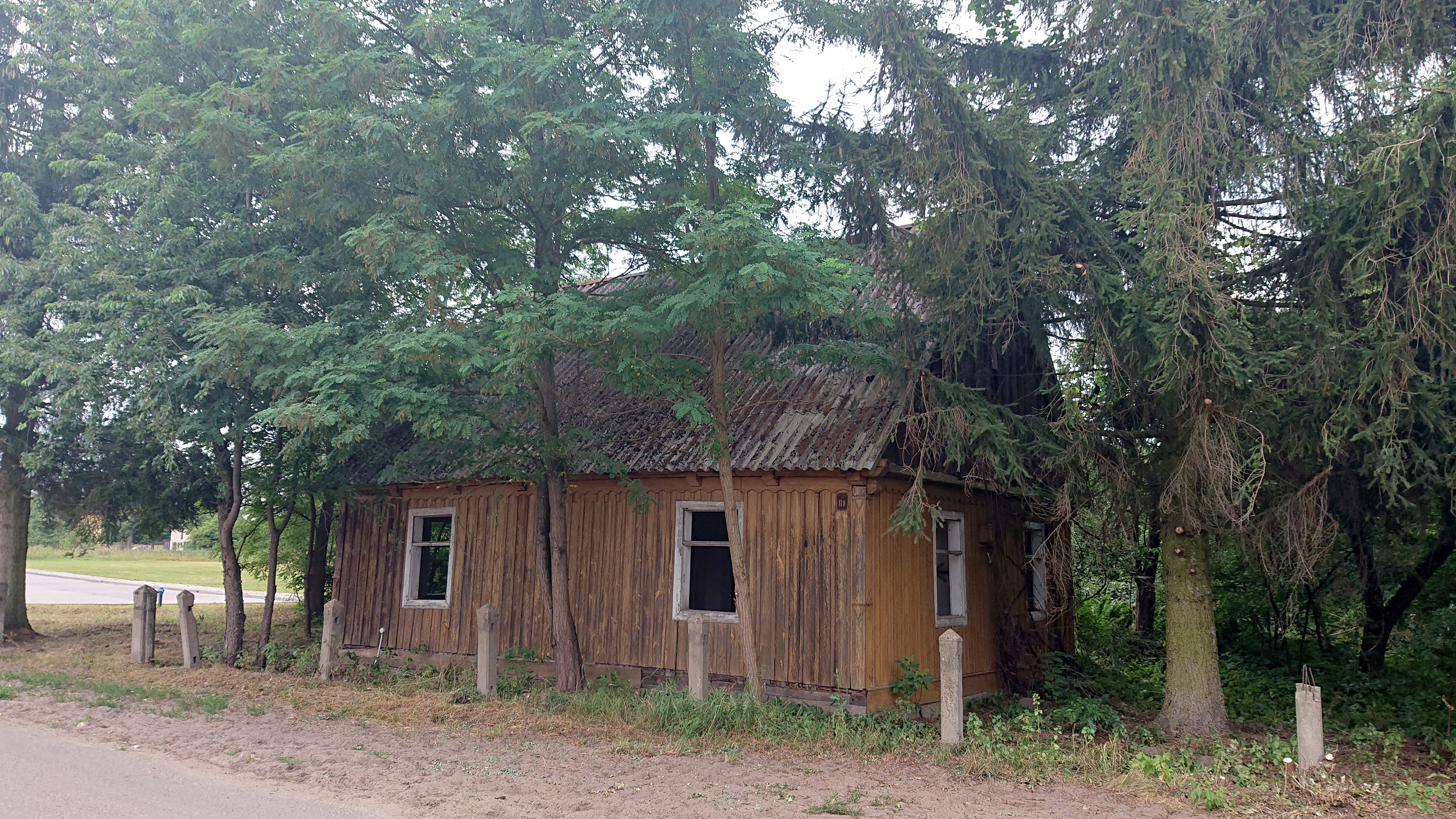
Stary budynek przedwojennej szkoły w Olszewce

Według spisu powszechnego z 1921 we wsi istniało 121 domów, w których mieszkało 617 osób, w tym 10 Żydów. Na stacji kolejowej Olszewka znajdowały się 2 budynki, w których mieszkało 18 osób. W 1926 przeprowadzono komasację gruntów, a w kolejnym dziesięcioleciu regulację rzeki Orzyc. We wsi pracowali rzemieślnicy (kołodziej, kowal), istniały 3 sklepy spożywcze. Trzy inne sklepy, w tym jeden spożywczo-łokciowy-galanteryjny, prowadzili Żydzi. W 1915 w budynku prywatnym zorganizowano szkołę. W 1918 mieściła się w kilku budynkach prywatnych. Szkoła była jednoklasowa. W roku szkolnym 1925/1926 w jednej wynajętej sali o powierzchni 20 m² uczyło się 89 dzieci, w roku szkolnym 1930/1931 w jednej wynajętej sali o powierzchni 27 m² – 61 dzieci. Pracował tu jeden nauczyciel. W 1926 z inicjatywy nauczyciela Karola Synoradzkiego założono straż pożarną. Na początku lat 30. XX wieku liczba domów wynosiła 93.
W 1929 działacze społeczni z Olszewki próbowali przeforsować plan zorganizowania nowej gminy. Miały do niej należeć: Olszewka z dotychczasowej gminy Jednorożec, Poścień, Rachujka, Łaz, Budki, Sosnówek, Ostrówek, Rawki i Brodowe Łąki z gminy Zaręby oraz Dąbrowa i Wola Błędowska z gminy Baranowo. Nie otrzymano pozytywnej odpowiedzi ze starostwa w Przasnyszu.
W 1936 ks. Władysław Skierkowski prowadził we wsi badania etnograficzne na temat kultury Kurpiów Zielonych. Mieszkańcy innych wsi nazywali olszewiaków tukami.

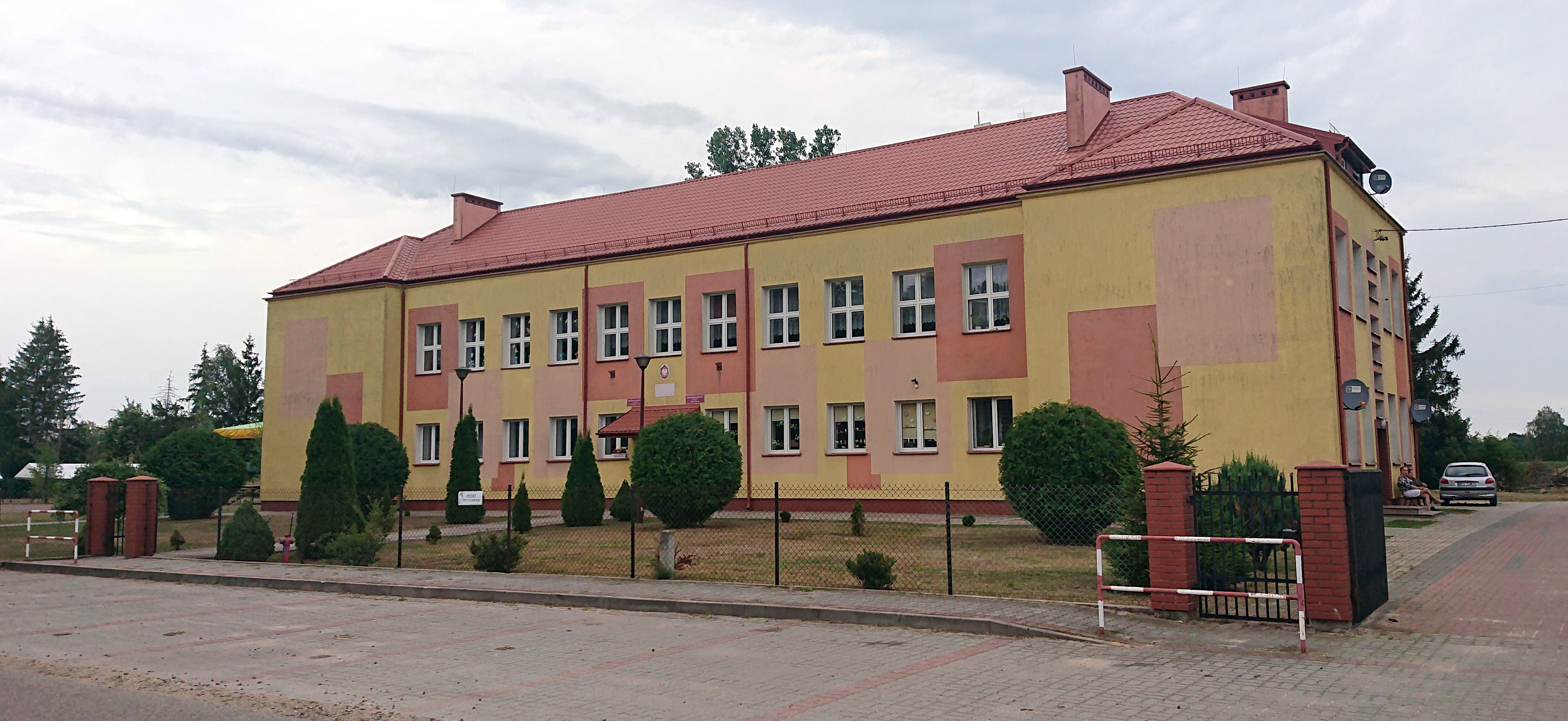
Szkoła podstawowa

Na dzień 1 września 1939 we wsi mieszkało 626 osób. W dniu 1 stycznia 1945 liczebność mieszkańców określono na 711 osób.

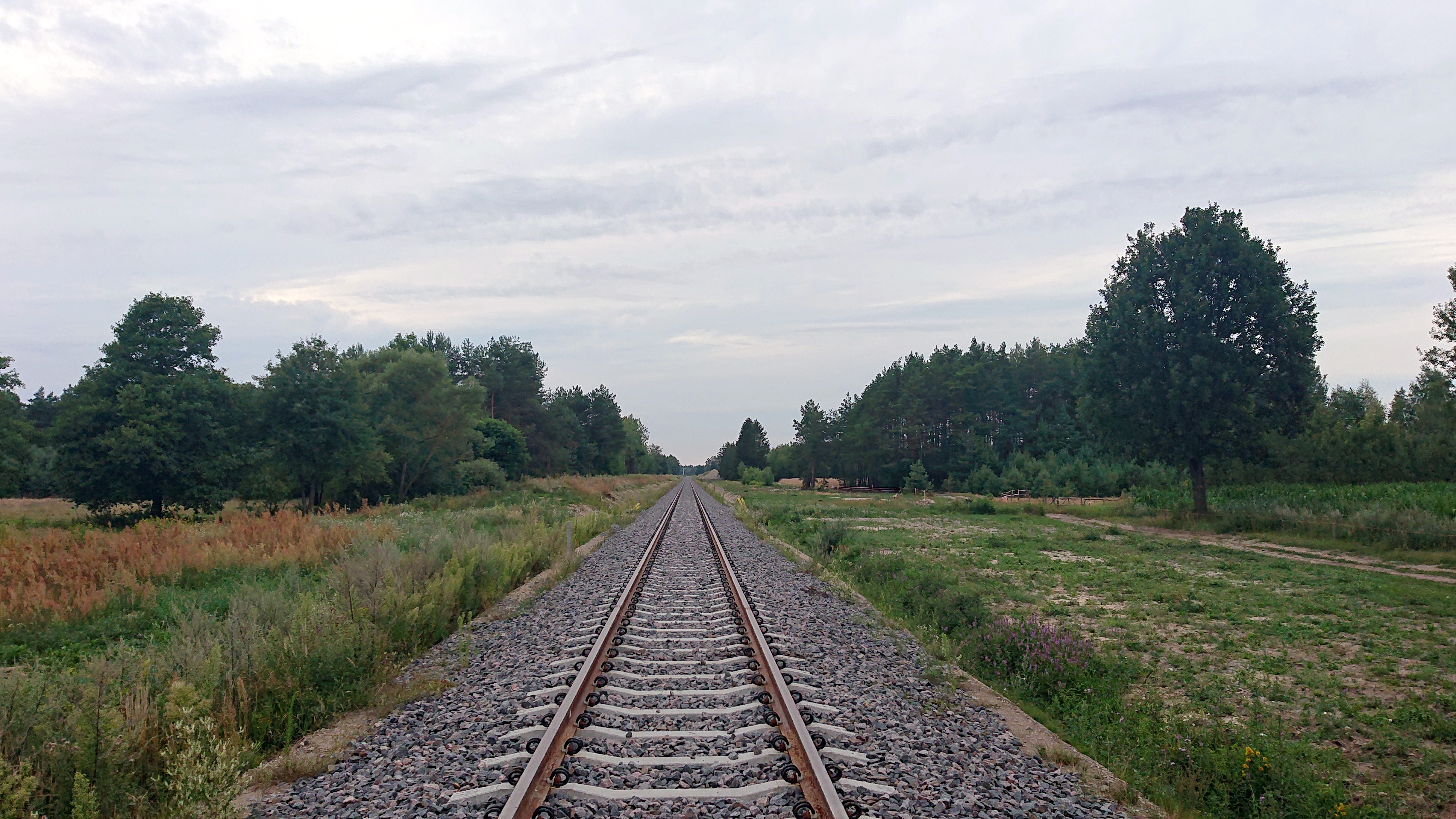
Linia nr 35 w Olszewce

W czasie II wojny światowej w Olszewce aktywny był ruch oporu. Niektórzy mieszkańcy zostali zamordowali przez Niemców w styczniu 1945 w Starych Jabłonkach pod Ostródą. Po wojnie w okolicy działała antykomunistyczna partyzantka. 15 października 1949 Korpus Bezpieczeństwa Wewnętrznego schwytał w Olszewce i zamordował członków patrolu Eugeniusza Lipińskiego „Mrówka” (Narodowe Zjednoczenie Wojskowe) wraz z dowódcą.
Wiosną 1945 na nowo zorganizowano czteroklasową szkołę. W 1947 we wsi istniała szkoła trzeciego stopnia. W roku szkolnym 1949/1950 szkołę podniesiono do siedmioklasówki. W roku szkolnym 1954/1955 otwarto przedszkole. W roku szkolnym 1957/1958 zorganizowano komitet budowy szkoły. Czynem społecznym i przy wsparciu Społecznego Funduszu Odbudowy Stolicy postawiono murowany budynek. Inwestycję zakończono w 1961. Osiem lat później dobudowano drugie skrzydło. W roku szkolnym 1973/1974 olszewska ośmioklasowa szkoła kształciła 225 osób.
W 1947 wieś zajmowała powierzchnię 1901,12 ha i liczyła 874 osób. W 1954 w Cechu Rzemiosł Różnych w Przasnyszu zarejestrowany był kowal Stanisław Obrębski z Olszewki. W latach 70. XX wieku we wsi istniała jedna z dwóch w gminie Jednorożec Międzykółkowych Baz Maszynowych. W latach 1977–1981 sołtysem był Czesław Orzeł. Zastąpił go Władysław Skwiot. W 1984 na stanowisko wrócił Czesław Orzeł, który pełnił funkcję do 1990.
W 2000 zamknięto linię kolejową nr 35 Szczytno–Ostrołęka. W transporcie kolejowym pracowało wielu mieszkańców Olszewki, którzy wraz z zamknięciem linii stracili źródło dodatkowego zarobku (głównym było rolnictwo).

## Współcześnie

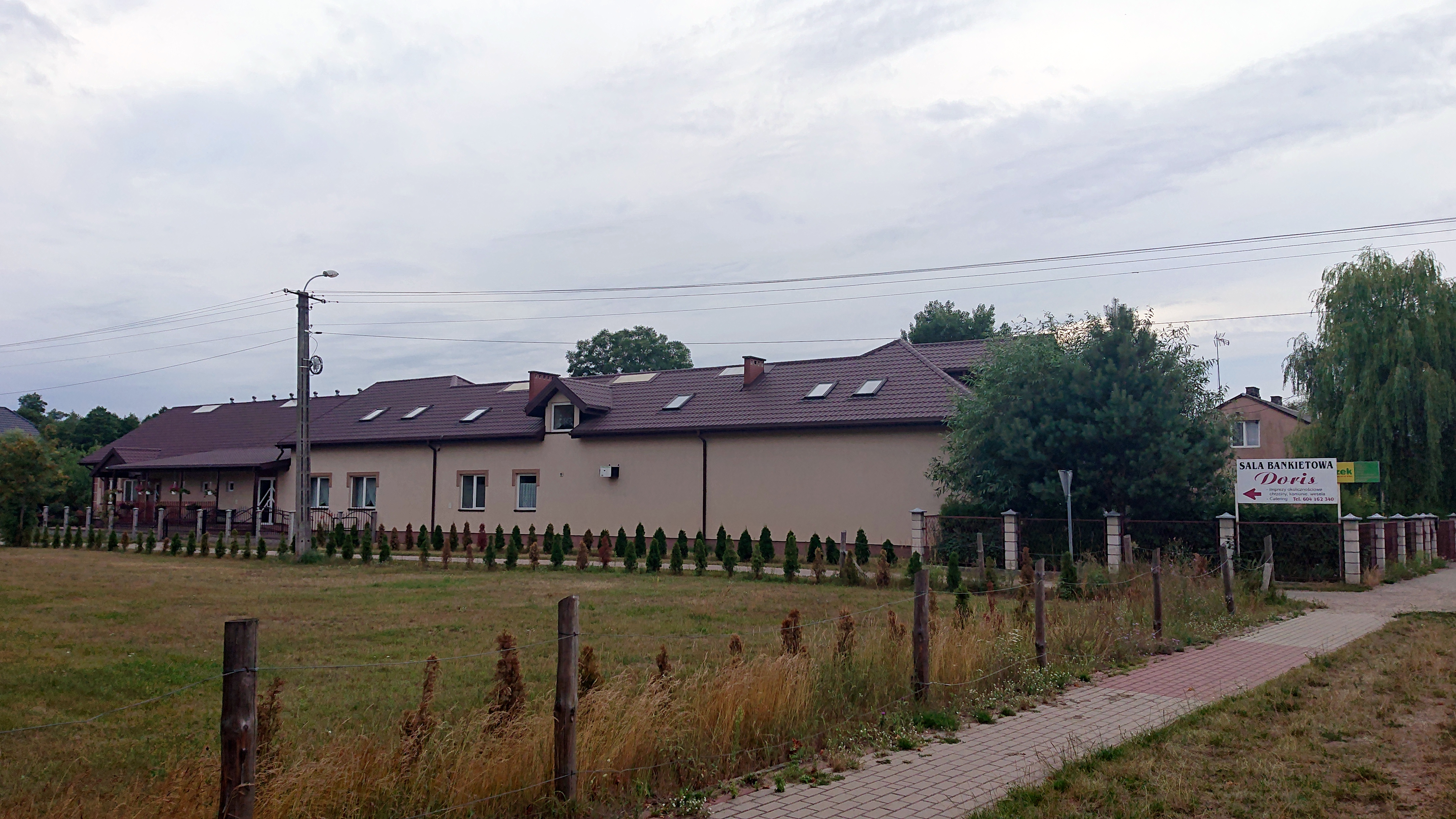
Sala bankietowa

W 2004 w Olszewce notowano 690 osób, na koniec 2005 – 674 osoby. W 2007 było 621 mieszkańców. Na dzień 25 listopada 2011 we wsi notowano 599 osób: 285 kobiet i 314 mężczyzn. Na dzień 31 grudnia 2014 wieś zamieszkiwały 124 osoby w wieku przedprodukcyjnym, 365 w wieku produkcyjnym i 95 w wieku poprodukcyjnym, łącznie 584 osoby. W 2021 wieś zamieszkiwało około 500 osób. Sołtysem sołectwa Olszewka jest Waldemar Grabowski.
Miejscowość jest siedzibą parafii rzymskokatolickiej św. Antoniego należącej do metropolii białostockiej, diecezji łomżyńskiej, dekanatu Chorzele.
We wsi istnieje sala bankietowa. Funkcjonują sklepy, agencja pocztowa i filia Gminnej Biblioteki Publicznej w Jednorożcu. Działa Koło Gospodyń Wiejskich „Olszewiacy”.
Zachowały się drewniane domy budowane zgodnie z wzorcami Kurpiów Zielonych. Niektóre pochodzą z początku XX wieku. Są wpisane do gminnej ewidencji zabytków. W granicach administracyjnych Olszewki znajduje się kilkadziesiąt przykładów małej architektury sakralnej: krzyży przydrożnych, kapliczek i figur. Najcenniejsza jest figura św. Jana Nepomucena z 1838 wystawiona przez Antoniego Opalacha. Reprezentuje typ Nepomuków charakterystyczny dla zachodniej Kurpiowszczyzny: przedstawienia ludowe ciosane z drewna w postaci statycznej figury ustawionej na wysokim słupie (Olszewka, Połoń, Małowidz, Budki, dawniej także Żelazna).
W leśnictwie Olszewka (Nadleśnictwo Parciaki) znajdują się dwa 350-letnie pomniki przyrody: dąb szypułkowy i sosna pospolita. W pobliżu Olszewki można znaleźć wzniesienia (dawne wyspy na Orzycu) i przełęcze wydmowe.
W 2023 uruchomiono ponownie przewozy kolejowe na linii nr 35 z wyremontowanym przystankiem kolejowym Olszewka, w zbliżonej do wsi lokalizacji.

## Galeria

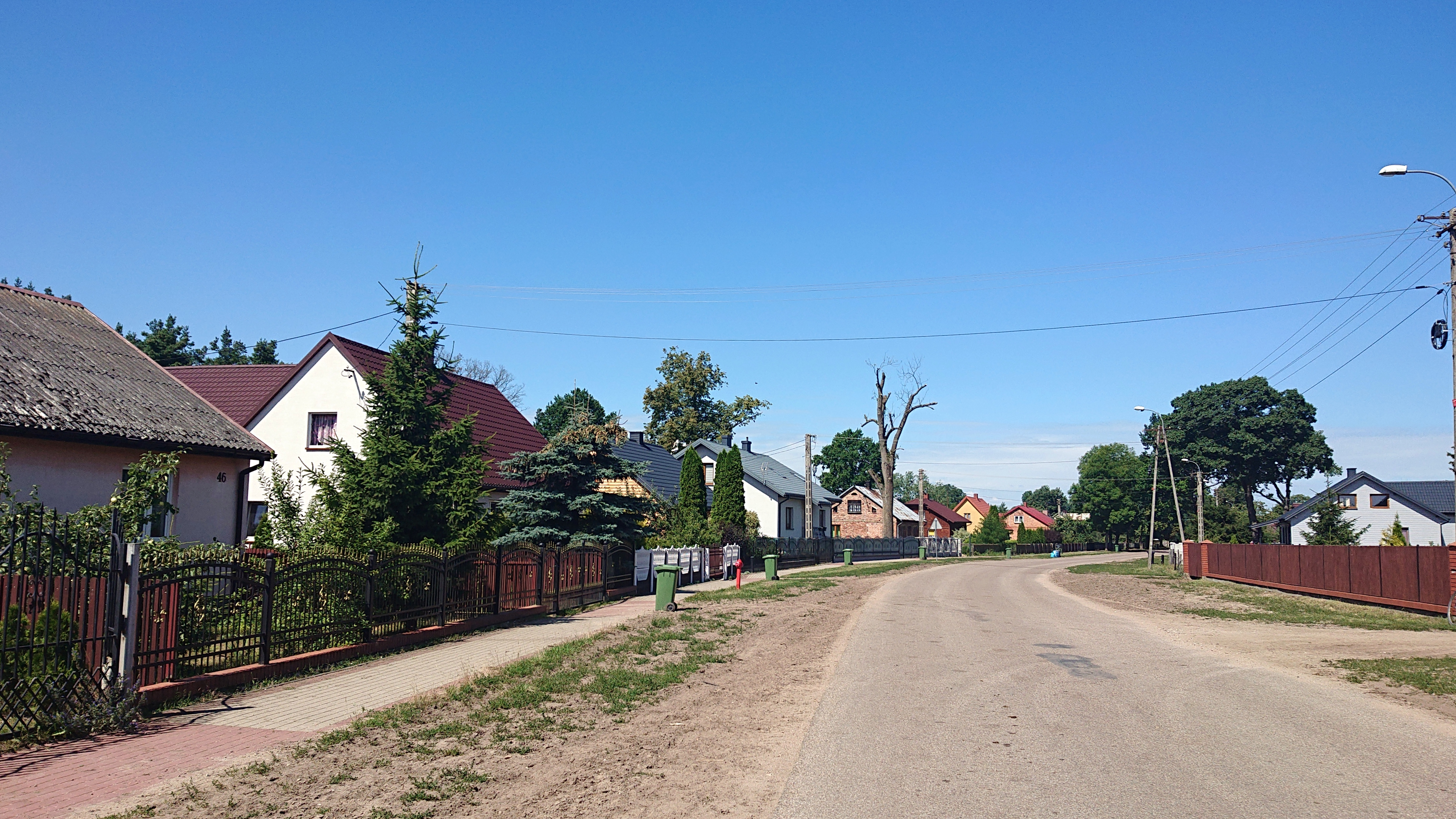
Widok na wieś od strony wjazdu od wsi Parciaki
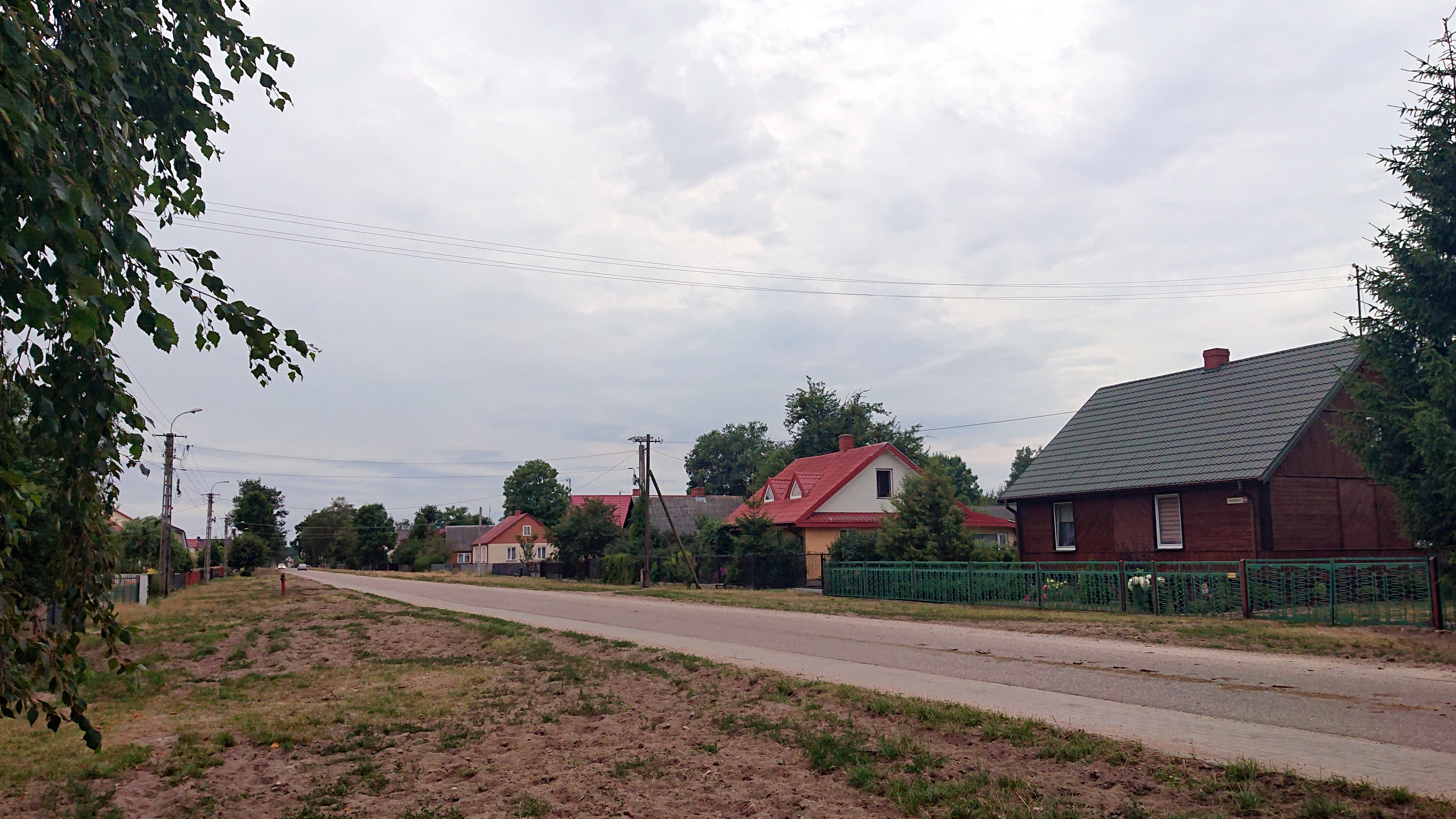
Widok na wieś od strony torów kolejowych
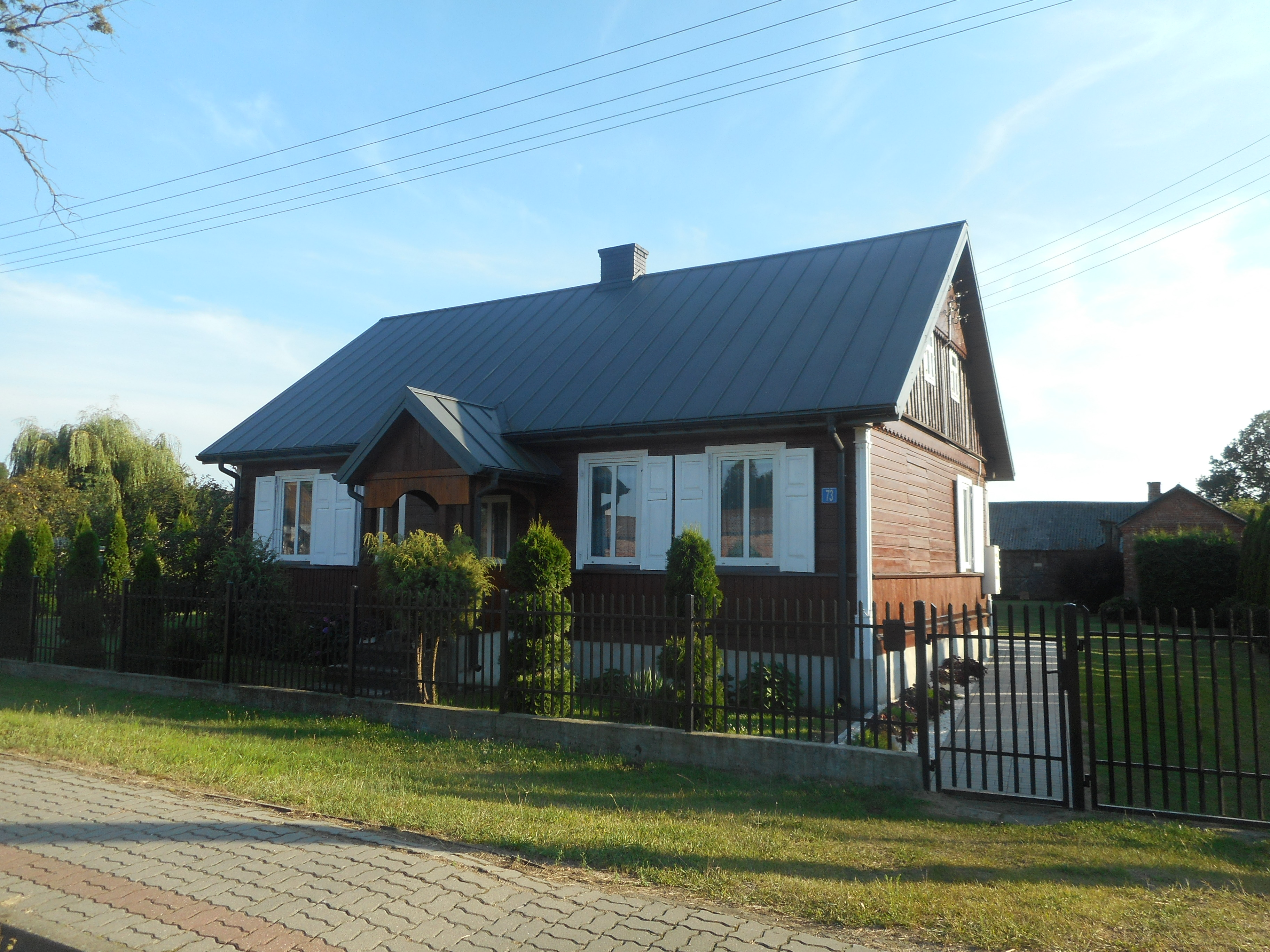
Dom z początku XX wieku (posesja nr 73)
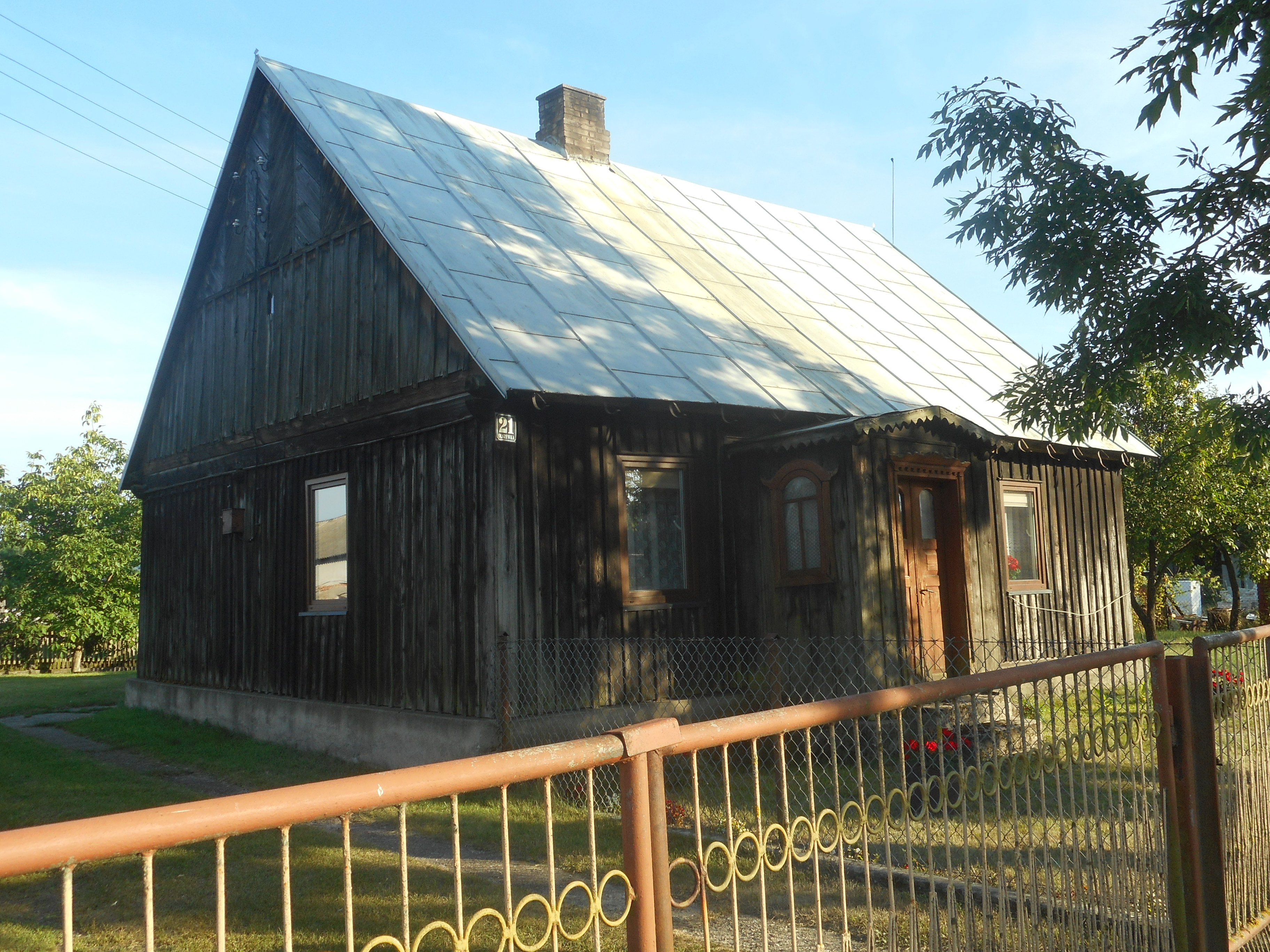
Jeden z drewnianych domów z międzywojnia
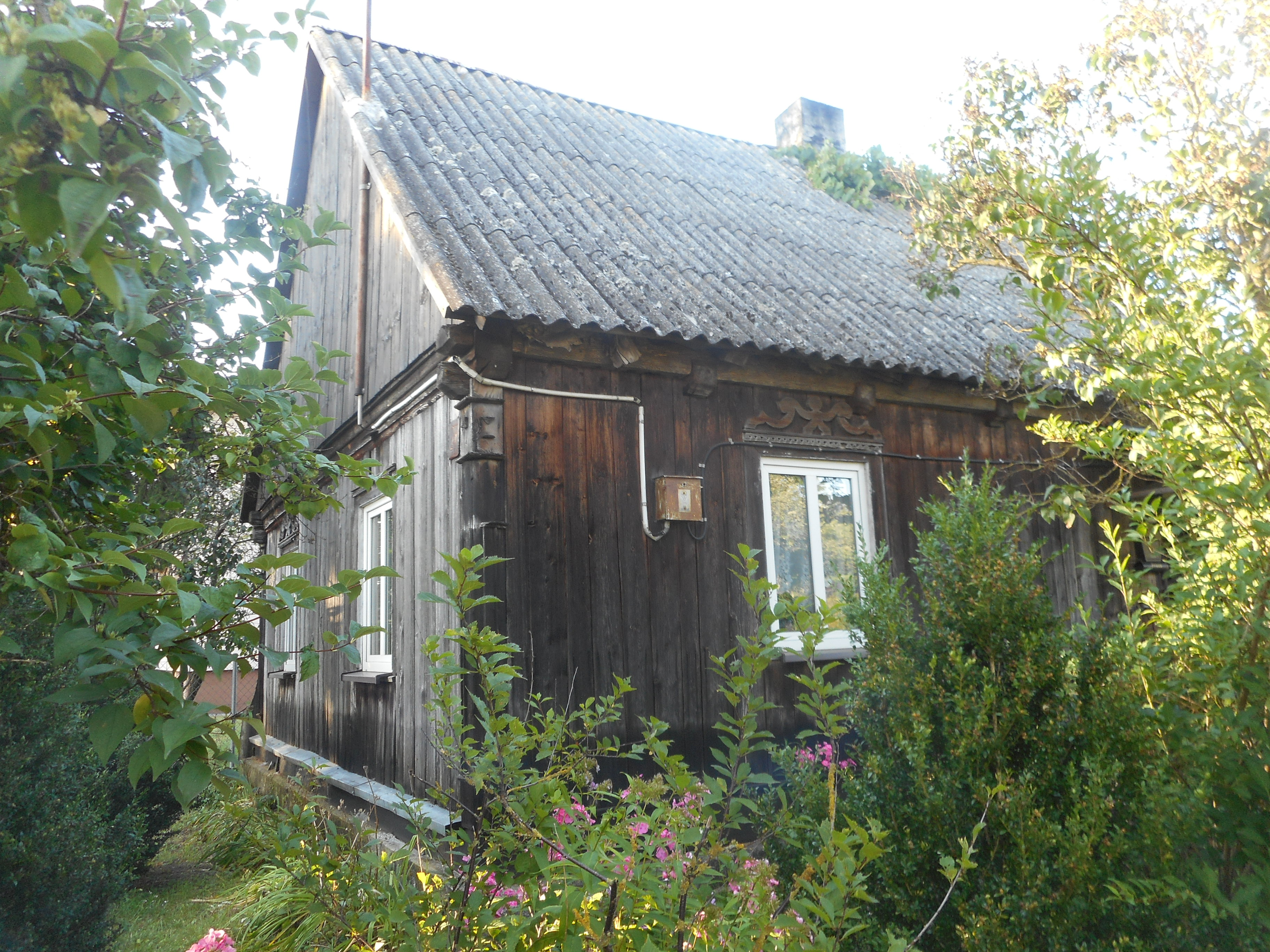
Jeden z domów (posesja nr 27)
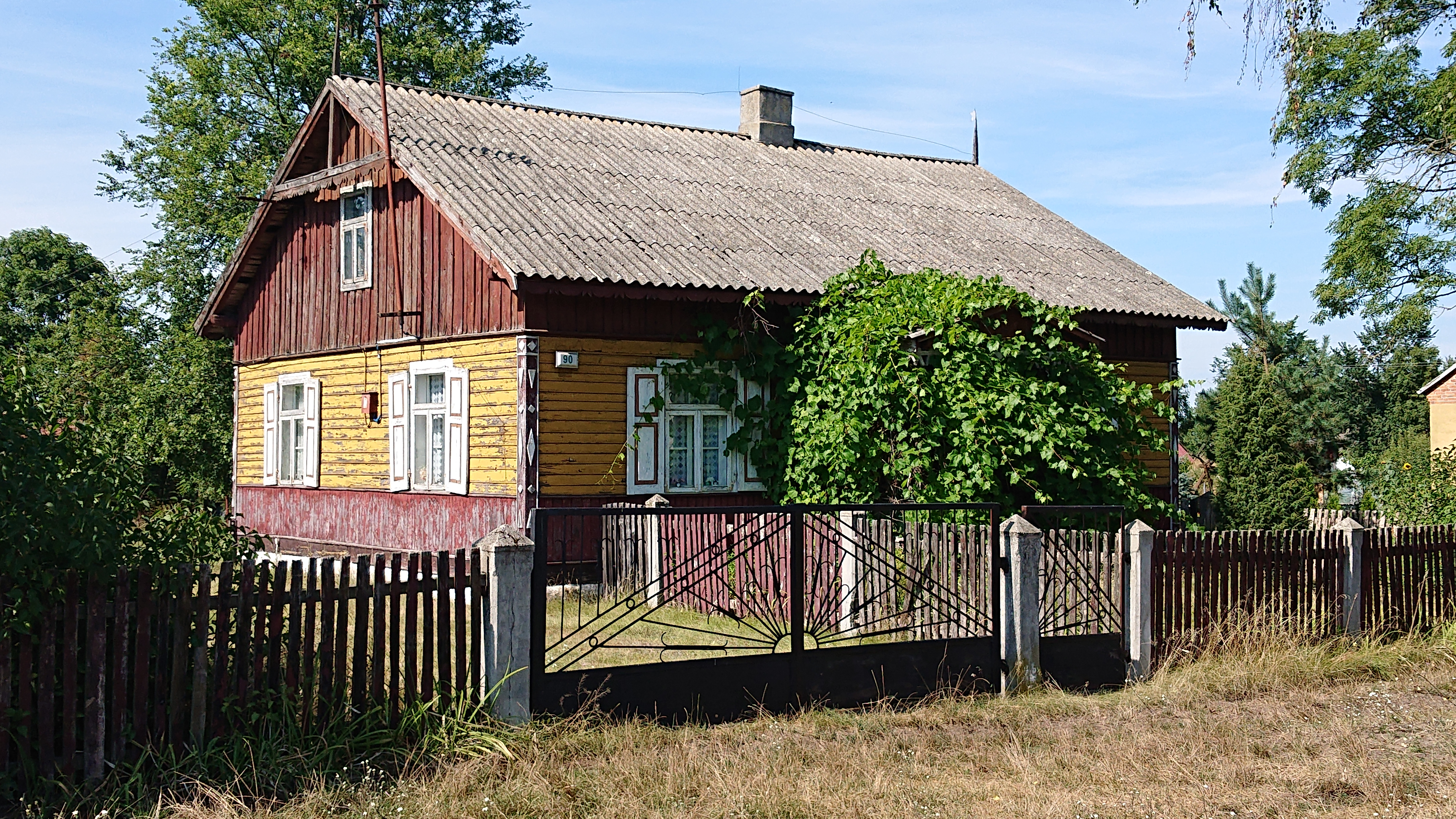
Posesja nr 90

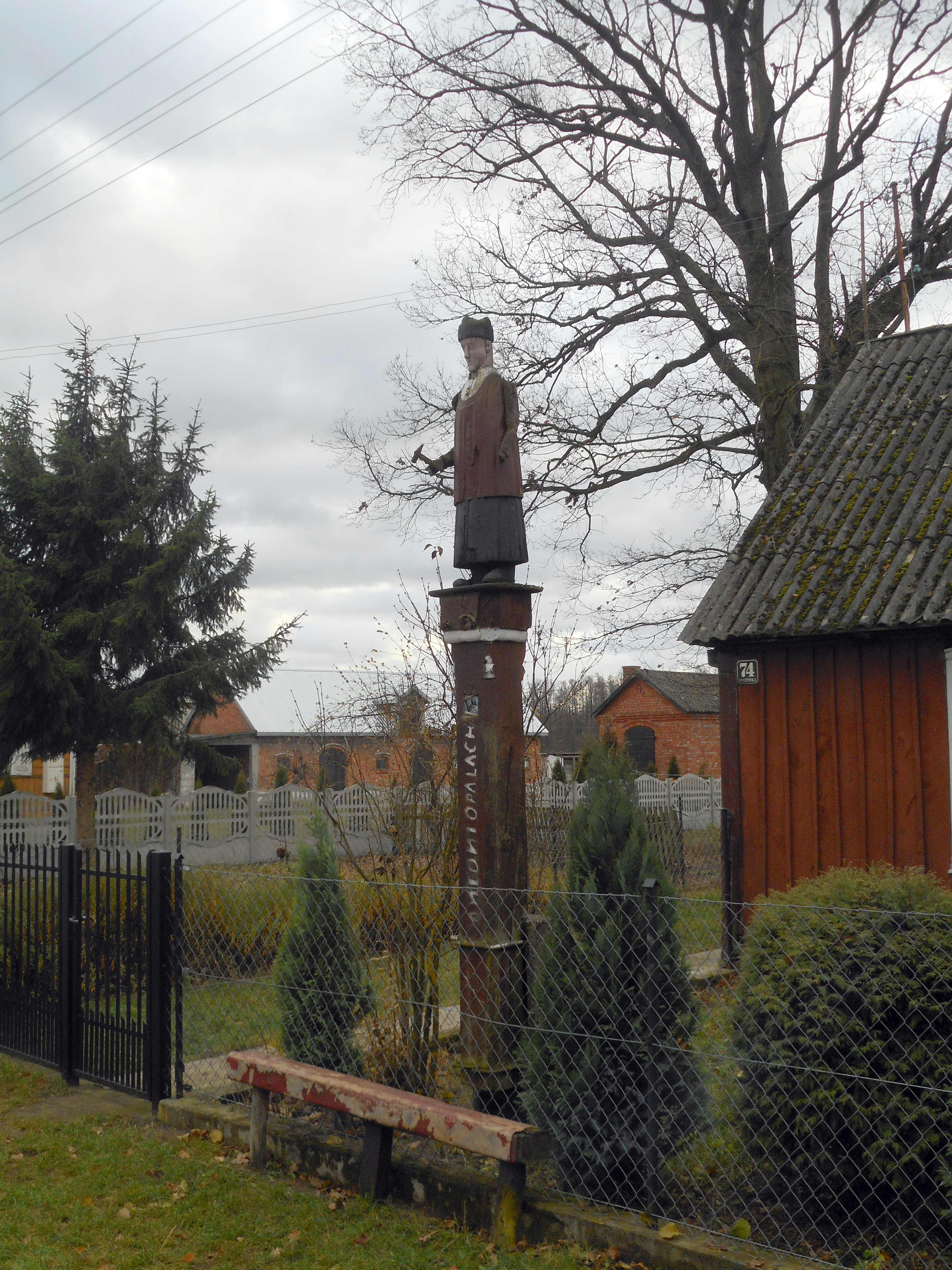
Figura św. Jana Nepomucena z 1838
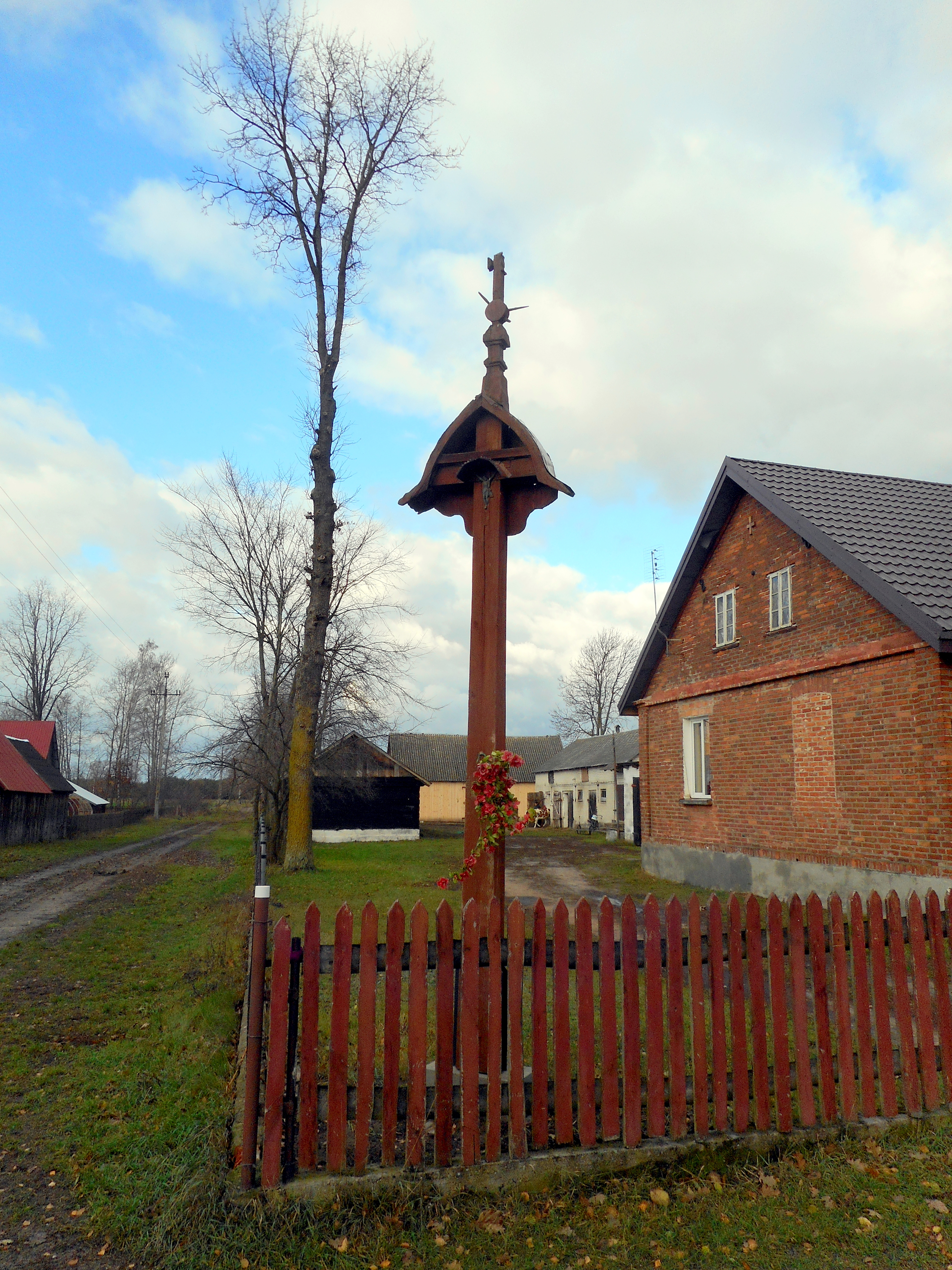
XIX-wieczny krzyż przydrożny
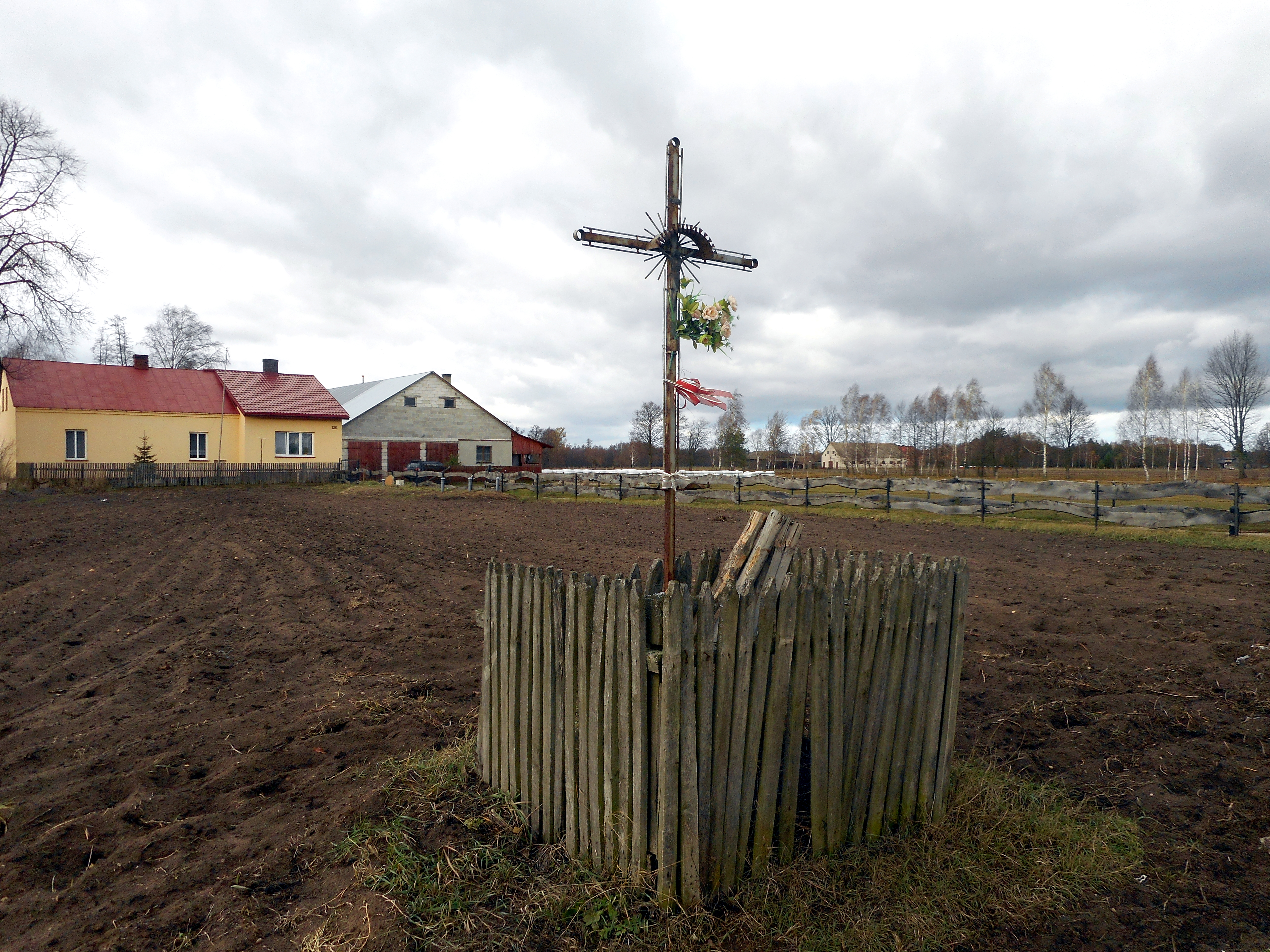
Krzyż w kolonii Zadziory
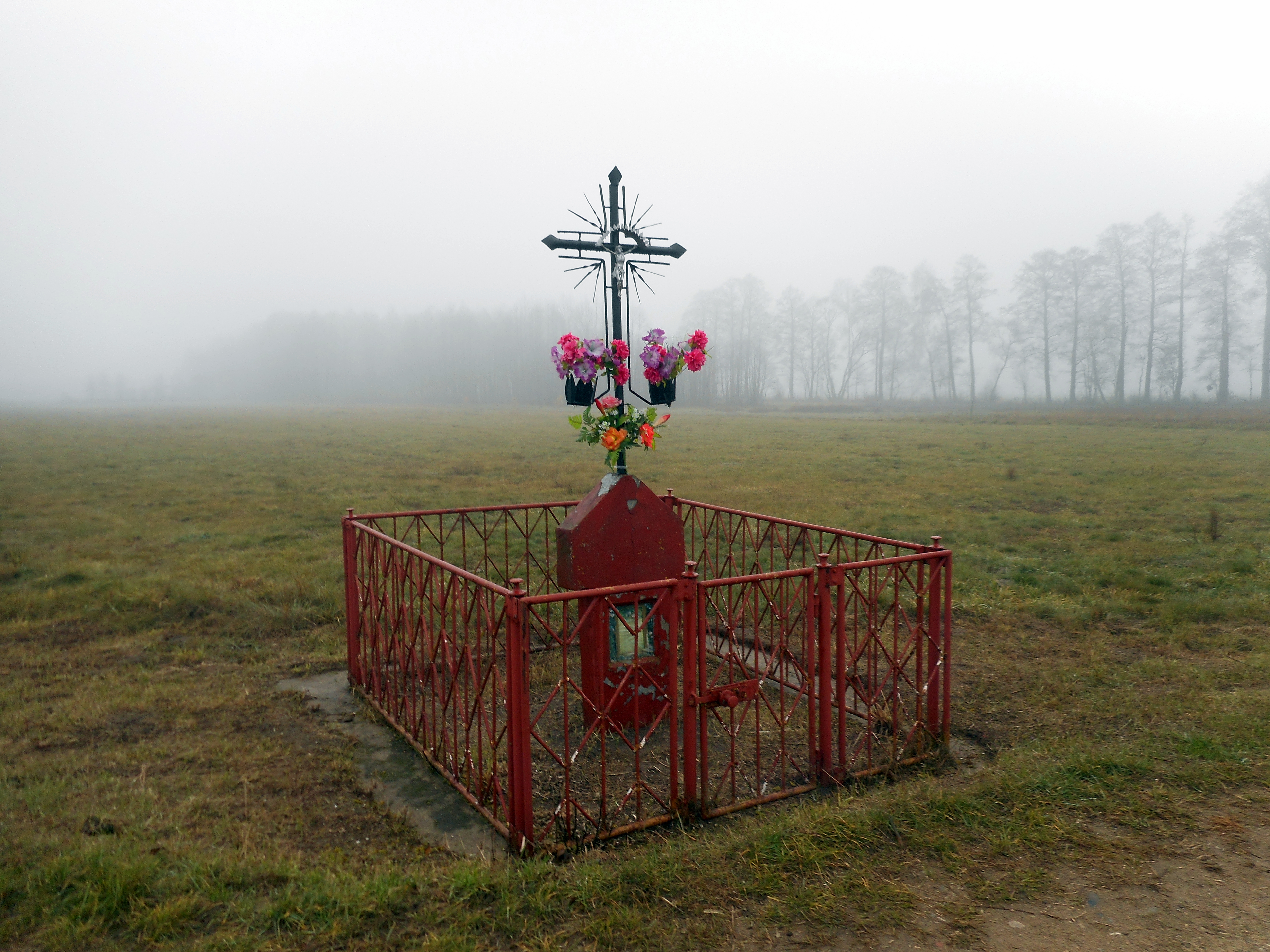
Krzyż w Olszewce
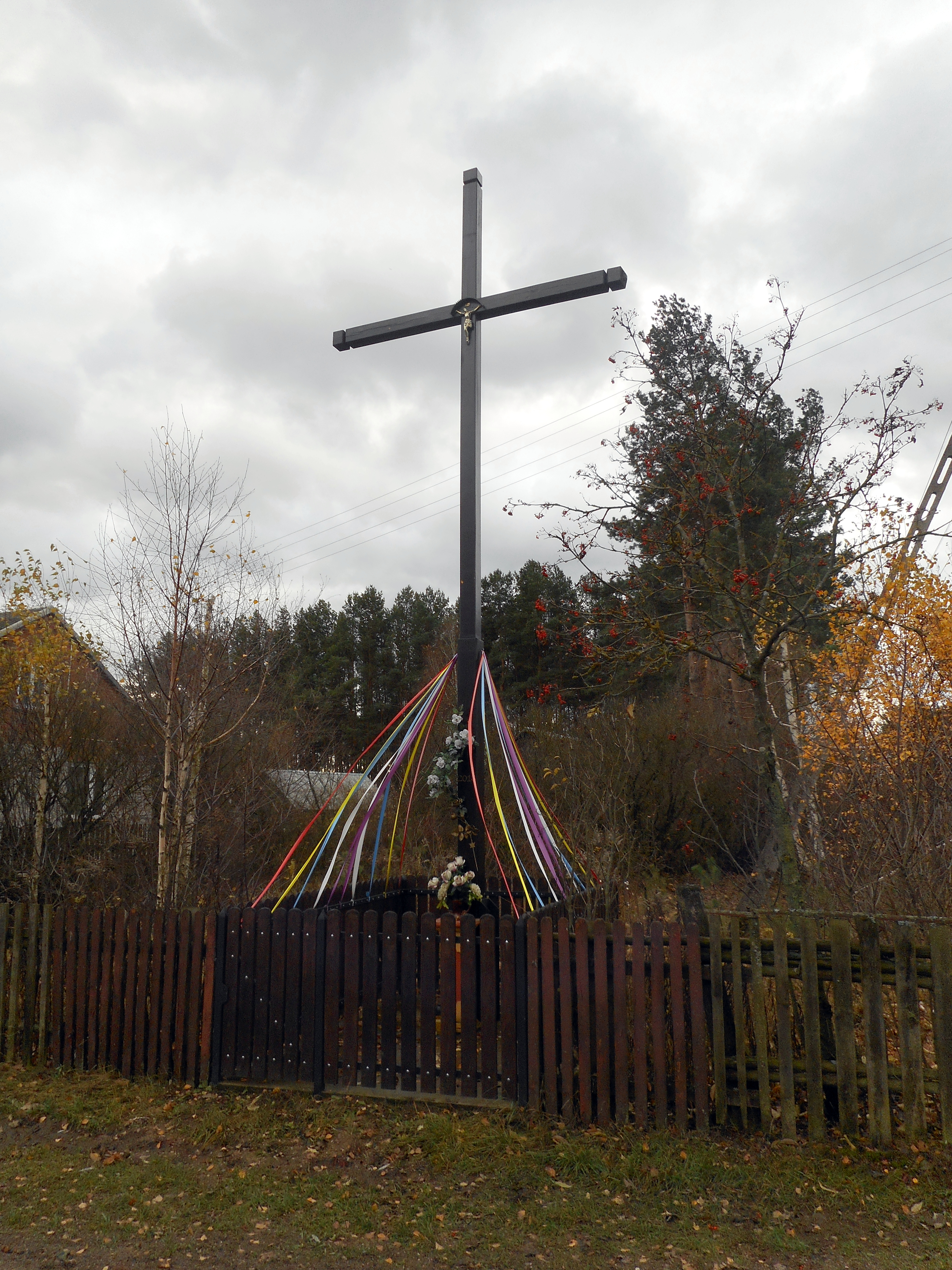
Krzyż na nieistniejącym cmentarzu z I wojny św.
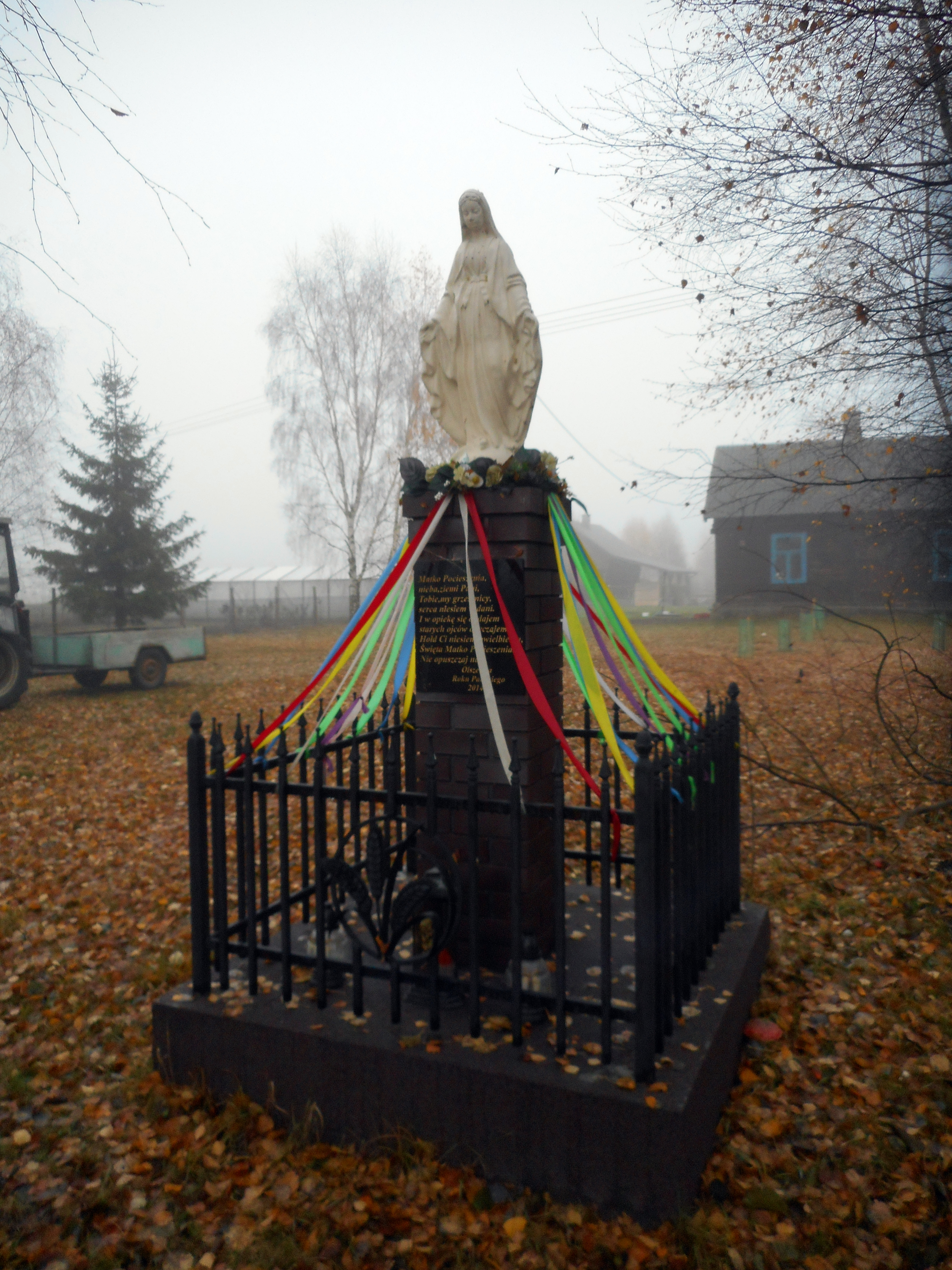
Figura z 2014

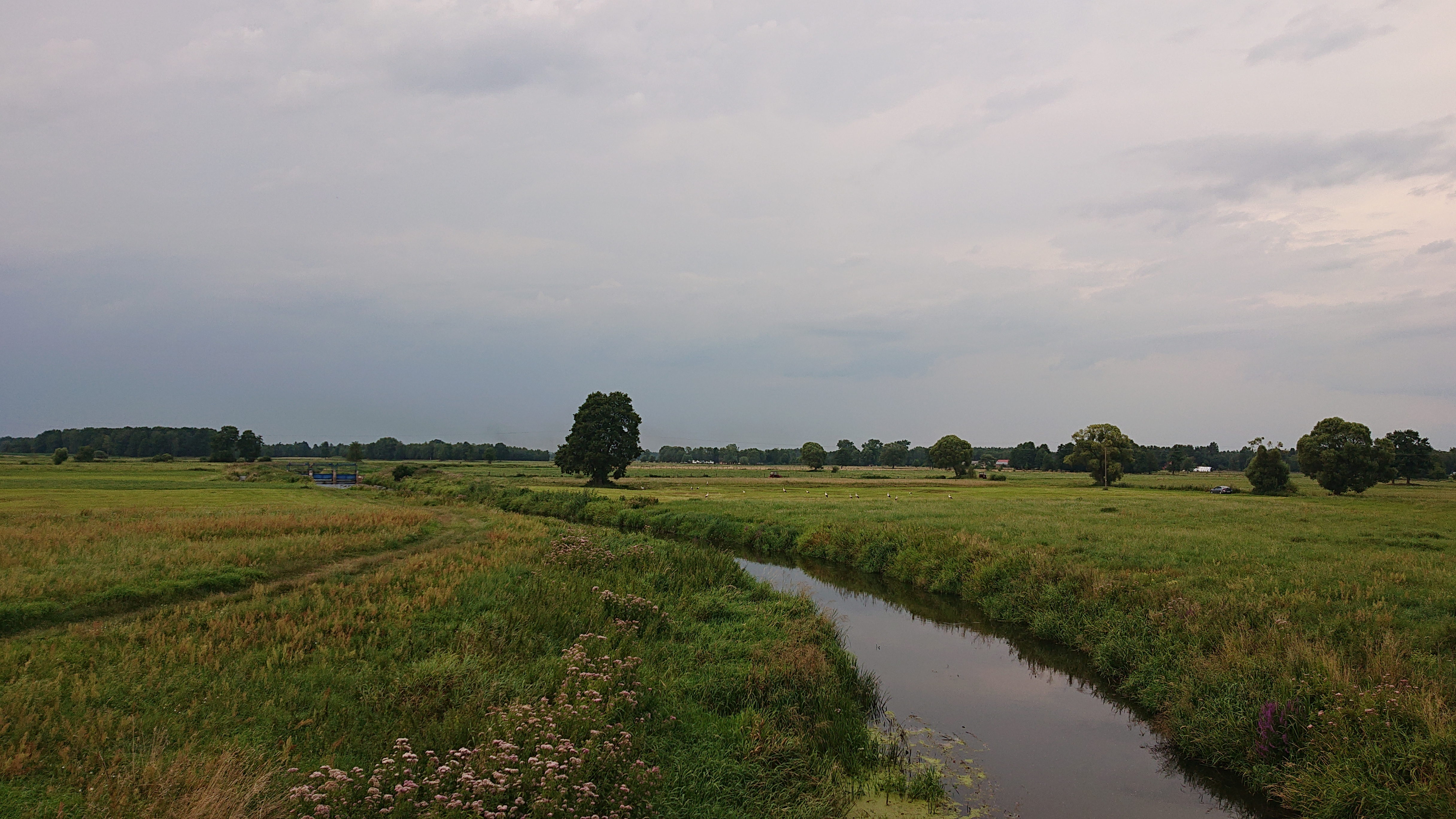
Orzyc w pobliżu wsi
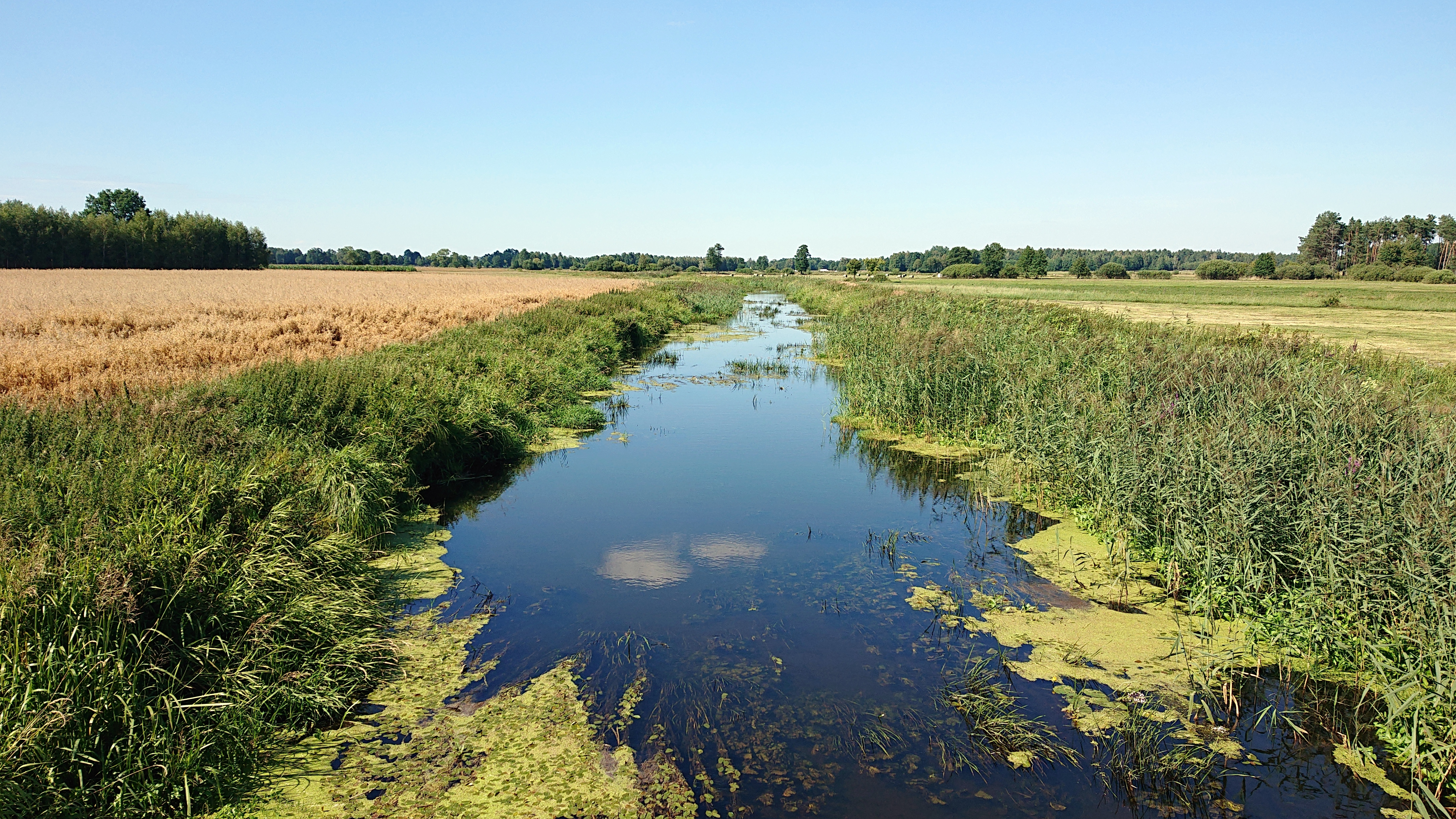
Orzyc w Olszewce
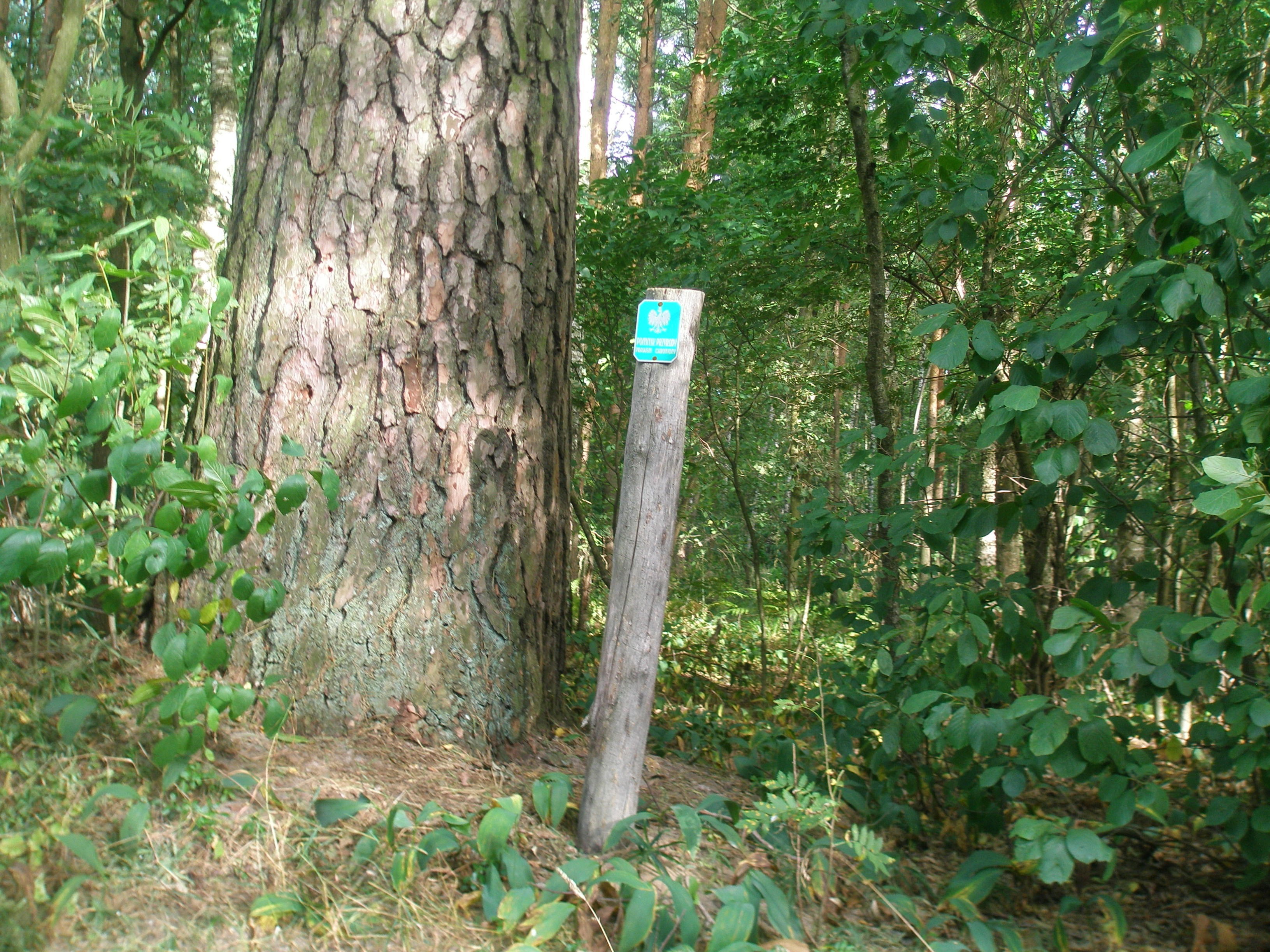
Sosna – pomnik przyrody
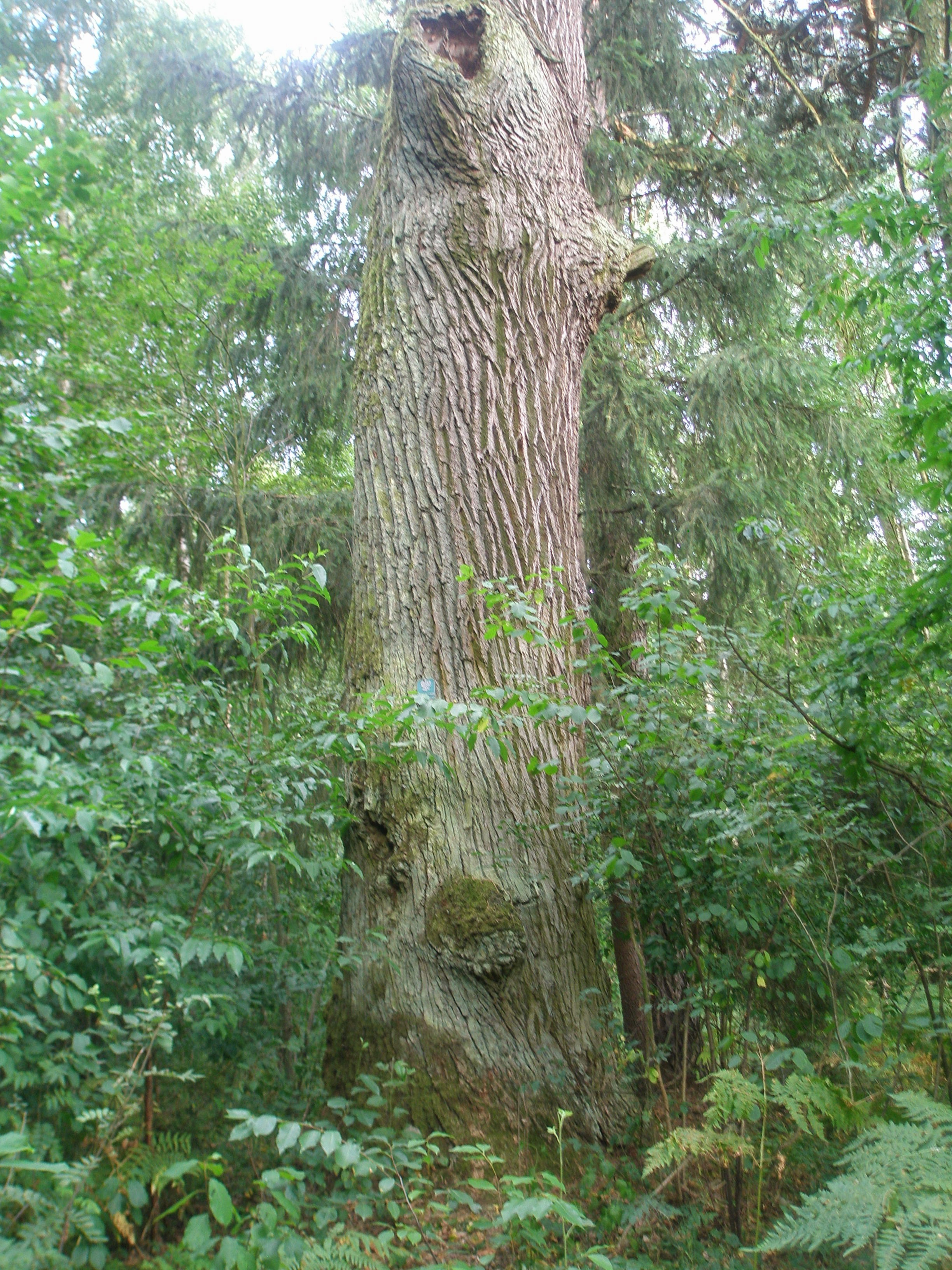
Dąb – pomnik przyrody
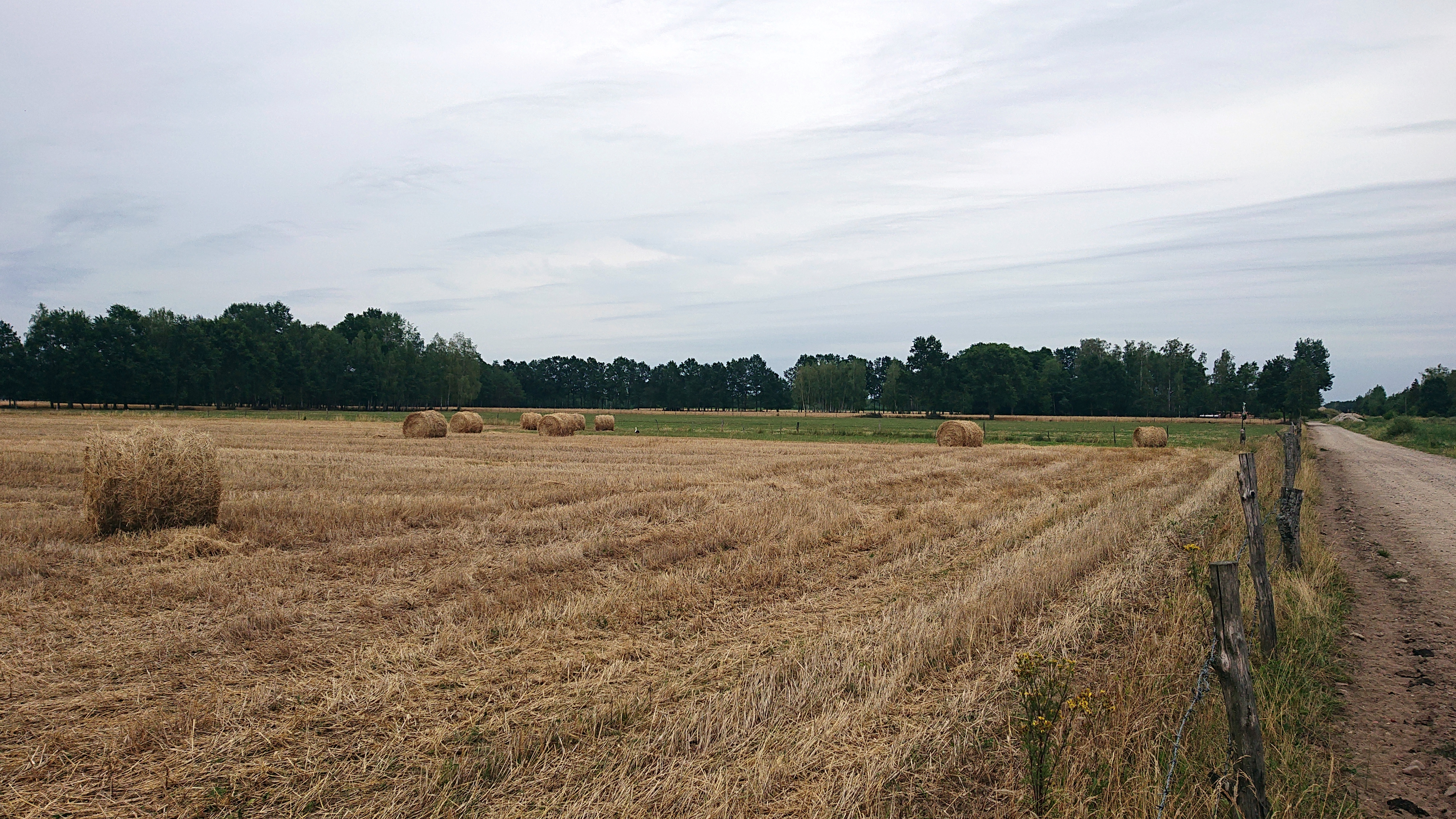
Sianokosy w Olszewce
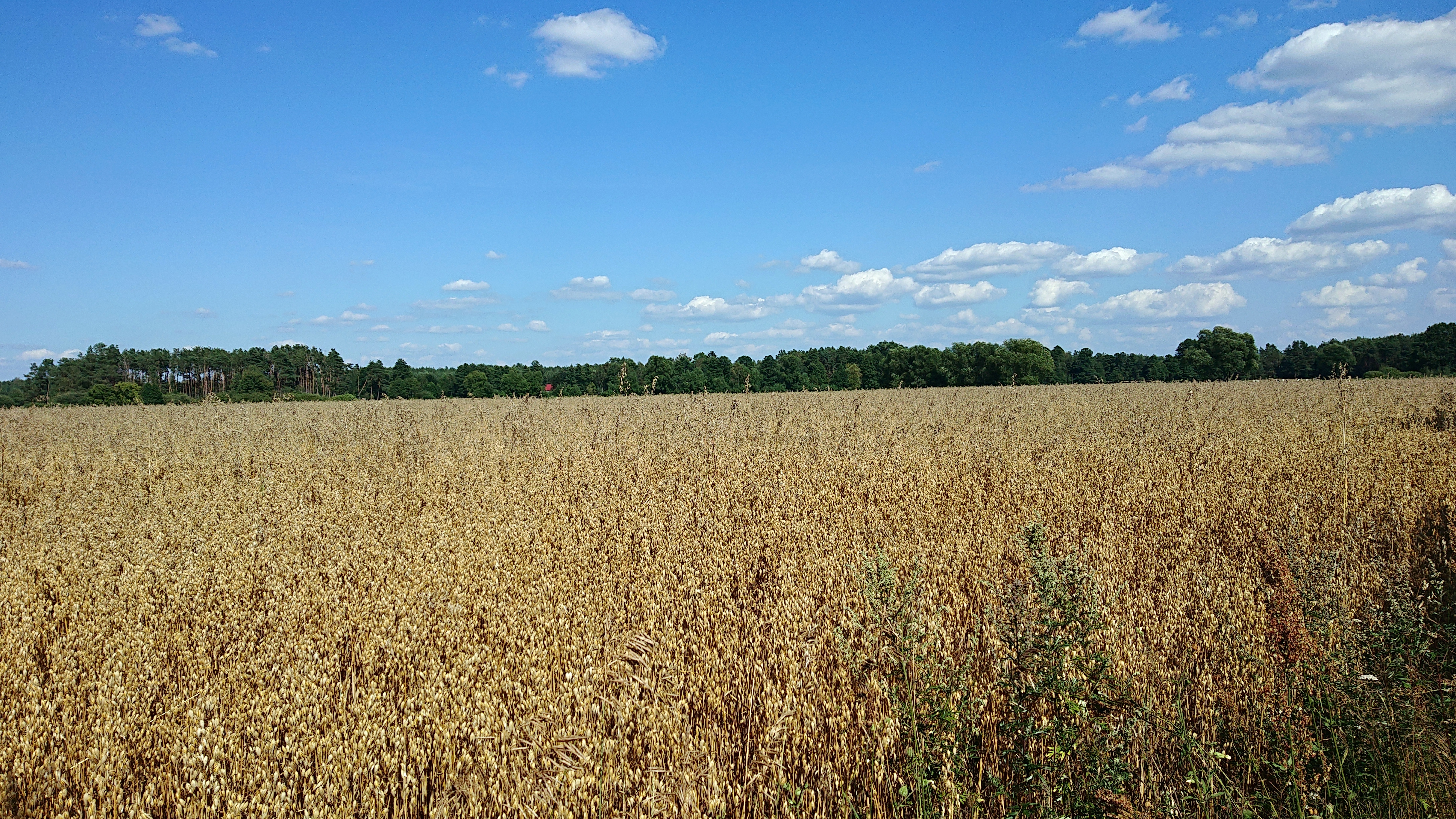
Uprawa owsa w Olszewce